# Eslovenia
Eslovenia, cuyo nombre oficial es República de Eslovenia (en esloveno, Republika Slovenijaⓘ; antigua Carantania) es un país ubicado en Europa Central, siendo uno de los veintisiete Estados soberanos que forman la Unión Europea. Limita con Italia al oeste; con el mar Adriático, al suroeste; con Croacia al sur y al este; con Hungría, al noreste; y con Austria, al norte. Tiene una población de 2.123.949 habitantes a fecha del 1 de enero de 2024. La capital y ciudad más poblada es Liubliana.
La actual Eslovenia se formó el 25 de junio de 1991 al independizarse de la extinta Yugoslavia, tras un conflicto armado relativamente corto denominado guerra de los Diez Días (que fue la primera guerra de la disolución de Yugoslavia), en la que se opuso al ejército de la antigua federación yugoslava. Por aquel entonces ya era el país más desarrollado de aquella federación.
Eslovenia se adhirió en 1993 al Consejo de Europa, y en 2004 a la Unión Europea. Se integró en el euro el 1 de enero de 2007 y en el área de Schengen en diciembre del mismo año. Desde 2010 forma parte de la OCDE.

## Etimología
El pueblo esloveno había preservado la designación ancestral de los eslavos míticos como su etnónimo, recogido también en el nombre del estado. La palabra «Eslovenia» (Slovenija) es un cognado acuñado en el siglo XIX por el movimiento nacionalista romántico que buscaba la independencia de los territorios tradicionales de Eslovenia en una sola nación. No obstante, la mayoría de los académicos eslovenos preferían referirse a las tierras habitadas por la etnia eslovena como «tierras eslovenas», pues hay varias provincias que pertenecen a otros países.
Las palabras «Eslovenia» (Republika Slovenija) y «Eslovaquia» (Slovenská republika) tienen el mismo origen etimológico y suelen ser confundidas entre sí en numerosos idiomas, entre ellos el español.

## Símbolos
Los símbolos nacionales de Eslovenia son su bandera, su himno y su escudo. Todos ellos se adoptaron tras la proclamación de independencia del 25 de junio de 1991. El artículo 6 de la Constitución de Eslovenia de 1991 reconoce su oficialidad y los define, mientras que el uso de los mismos está regulado por la Ley de Símbolos Nacionales de 1994 sobre «la República de Eslovenia y la nación eslovena».
La bandera de Eslovenia consta de tres franjas horizontales de color blanco, azul y rojo. En la esquina superior izquierda figura el escudo de armas del país. Los colores proceden del escudo de armas medieval del ducado de Carniola. La tricolor eslovena fue enarbolada por primera vez durante la revolución de 1848 por el activista Lovro Toman. Las autoridades del imperio austríaco terminaron aceptándola como símbolo oficial de Carniola, pese a que en aquella época las provincias solían usar banderas bicolores. El diseño se mantuvo en el reino de Yugoslavia; entre 1945 y 1990 se incluyó una estrella roja, y en 1991 pasó a la configuración actual.
El himno de Eslovenia es la séptima estrofa del poema Zdravljica (en español, «Un brindis»), escrito en 1844 por France Prešeren y con música de Stanko Premrl. Las autoridades eslovenas lo aprobaron en 1989, dos años antes de la independencia. Se trata de una poesía figurativa con nueve estrofas en forma de copas de vino, en las que se ensalzan los valores propios de las revoluciones liberales y del paneslavismo; la parte elegida es un alegato por la paz entre pueblos. El gobierno esloveno eligió esta obra en detrimento del himno belicista de 1918, Naprej zastava slave («Adelante, bandera victoriosa»), que hoy en día solo es utilizado por el ejército esloveno.
En el escudo de Eslovenia aparece, en un campo de azur con bordura de gules, el dibujo en plata del monte Triglav y tres estrellas en la parte superior que representan la histórica casa dinástica de Celje. Al pie, dentro del escudo, dos líneas onduladas de azur que representan el mar Adriático y los ríos de Eslovenia. Las autoridades eslovenas organizaron un concurso público para diseñar un nuevo escudo nacional. En tiempos del imperio austríaco cada territorio tradicional tenía su propia enseña, y la del ducado de Carniola había caído en desgracia después de que los paramilitares de la Guardia Nacional Eslovena se la apropiaran en la invasión de Yugoslavia. El diseño actual está inspirado en el poema épico El bautismo en el Savica, con una representación del monte Triglav muy parecida al antiguo escudo yugoslavo.

## Historia

### Prehistoria y antigüedad
En tiempos antiguos el territorio actual de Eslovenia fue abarcado por la cultura de los campos de urnas, posteriormente, en la edad de hierro se desarrolló en la región la cultura de Hallstatt.
En el siglo II a. C. las fuentes históricas registran la existencia del Reino de Noricum en los Alpes Orientales. Este reino mantenía relaciones amistosas con los romanos, a quienes les vendían hierro. Este hierro era, de hecho, la clave de los romanos para producir armas eficaces, necesarias en sus guerras contra los celtas. En el año 16 antes de Cristo, Noricum se asocia al Imperio romano en donde preservó su autonomía en los términos del “ius gentium”. Esta ley le permitió a Noricum conservar su propia organización social hasta la caída del Imperio romano. Sin embargo, la cultura romana y la romanización se difundieron en
Noricum.
Las ciudades más importantes de la época romana en la zona eran Celeia (actualmente Celje), Emona (Liubliana), Nauportus (Vrhnika) y Poetovio (Ptuj). El territorio esloveno se encontraba dividido entre las provincias romanas de Dalmatia, Italia, Noricum y Pannonia.

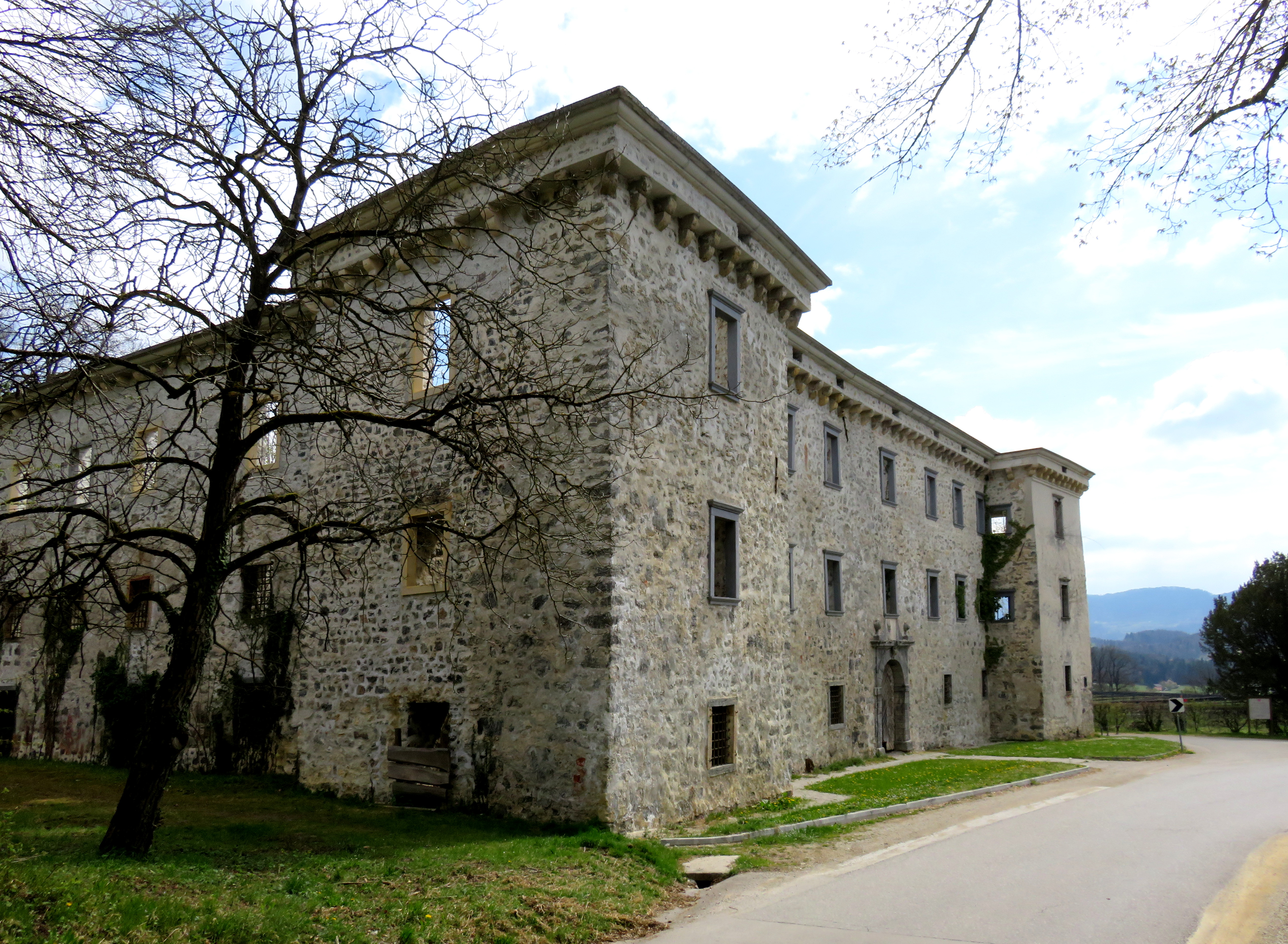
El castillo de Brdo que data del.

En el siglo IV, Noricum fue dividida en dos provincias romanas, Noricum ripense y Noricum mediterraneum, esta última también llamada Interriore Noricum. Mientras que la primera de estas provincias fue invadida por tribus germánicas a la Caída del Imperio romano, la segunda pudo mantener su estructura social y, tras la ocupación de los ostrogodos, declaró la propia independencia.
Algunos creen que los ancestros eslavos de los actuales eslovenos se establecieron en esta área alrededor del siglo VI. Sin embargo, hay otros que sostienen que descienden de los pueblos autóctonos de los Alpes Orientales.

### Edad Media y Moderna
En el año 595 se registra la cita, por parte del historiador lombardo Paulus Diaconus, del primer estado estable eslavo y esloveno como "Provincia Sclaborum", que luego se conocería como Carantania. En el año 623, los eslavos fueron unidos en una alianza bajo un rey llamado Samo, también conocida en las fuentes históricas como Marca Vinedorum, la cual incluía los territorios de Carantania. En 658, después de la muerte de Samo, la Alianza Eslava se desintegró, pero Carantania sobrevivió y mantuvo su independencia.

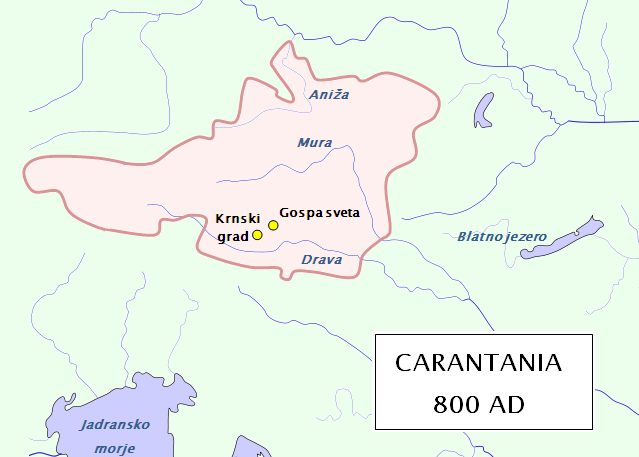
La Gran Carantania hacia el año

En el año 745, Carantania, que hasta aquel entonces era una nación pagana, fue seriamente amenazada militarmente por los ávaros de la vecina Panonia. Por eso el duque Borut solicitó ayuda militar a los amistosos bávaros, que ya estaban cristianizados. Los bávaros pertenecían al predominio político del rey de los francos, que era el protector del cristianismo de Europa. El rey de los francos le dio permiso a Baviera para ayudar a la pagana Carantania, pero solo con la condición de que esta última aceptara el cristianismo. El duque Borut aceptó la condición y con la ayuda de los bávaros Carantania derrotó definitivamente a los ávaros. Así fue como el duque Borut envió a su hijo Gorazd y a su sobrino Hotimir para que se educaran en la fe cristiana en Baviera. En las décadas siguientes a la derrota de los ávaros el obispo de Salzburgo, san Virgilio, envió a Carantania una serie de monjes irlandeses, destacándose san Modesto como apóstol de los carantanios. Tras la muerte de san Modesto hubo una breve restauración pagana debido a que el Tratado por el cual Carantania había aceptado asumir el cristianismo fue violado. Así fue que el ejército bávaro incursionó en el país y suprimió el gobierno pagano. Debido a esto entre la gente pagana creció la desconfianza hacia el cristianismo.

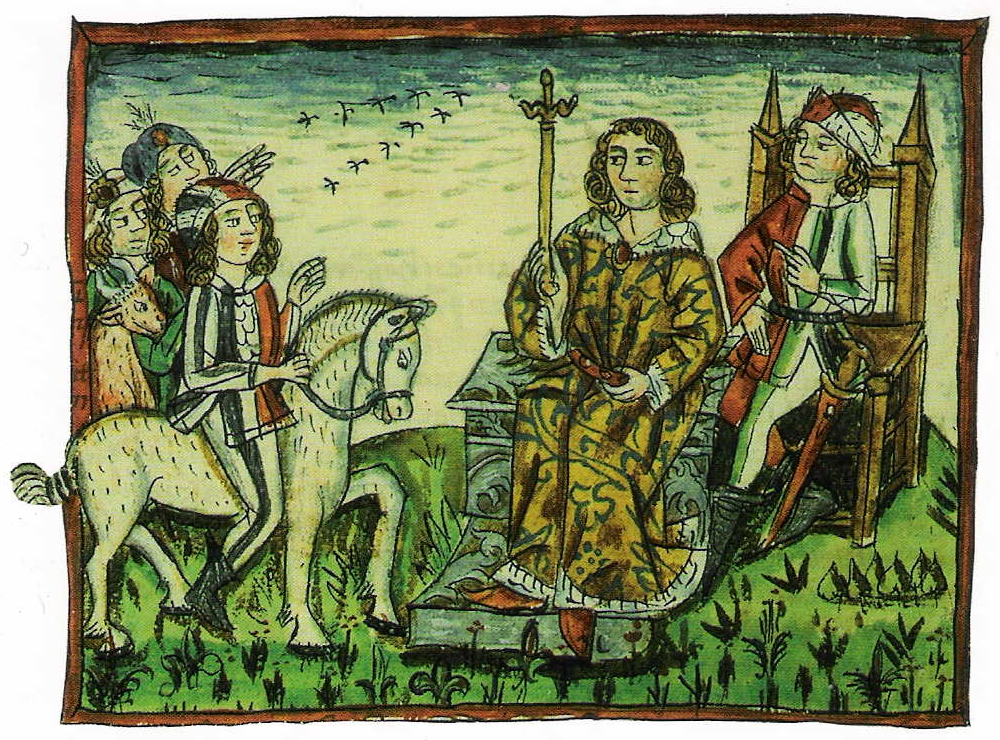
Representación de un antiguo ritual democrático de las tribus eslovenas que se celebró en la Piedra del Príncipe hasta 1414.

Gracias a la tarea del duque Domitian (Domicijan), la conversión al cristianismo fue total. Finalmente, en época de Carlomagno, en el año 802 el duque Domitian falleció; luego sería reconocido santo. Hacia el año 828 Carantania ocupaba el actual territorio de Austria y Eslovenia.
Carantania se unió al reino de los francos con su propia ley (Consuetudo Sclavorum) y preservó la proclamación de su knez (príncipe) en lengua eslovena hasta el año 1414 sobre la Piedra del Príncipe (knezji kamen). Hasta el año 1651 la ceremonia de nombramiento del señor tenía lugar en el Trono del Duque (vojvodski stol) y hasta el año 1728 en la mansión condal de Klagenfurt (Celovec). El ritual de coronación del gobernante carintio se describe en el libro de Jean Bodin Six livres de la République.
Alrededor del año 1000 fueron escritos los Manuscritos Freising, representantes del primer documento escrito en esloveno y el primero en dialecto eslavo en escritura latina.
Durante el siglo XIV, la mayoría de las regiones de Eslovenia pasaron a la propiedad de los Habsburgo cuyas tierras luego formarían el Imperio austrohúngaro, los eslovenos habitaban totalmente o mayoritariamente las provincias de Carniola, Gorizia y Gradisca, y partes de las provincias de Istria y Estiria.

### Edad Contemporánea

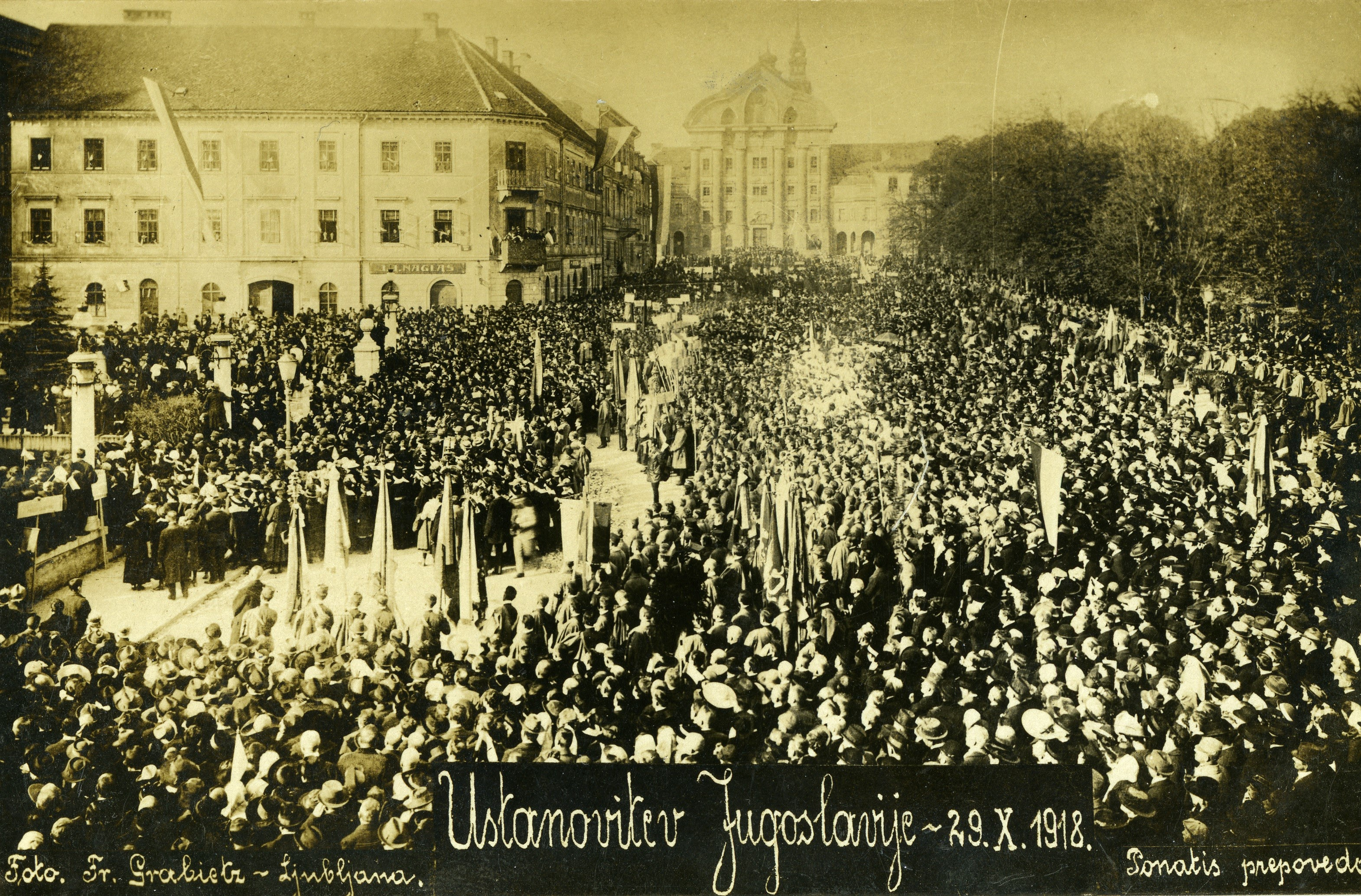
Proclamación del Estado de los Eslovenos, Croatas y Serbios en la Plaza del Congreso en Liubliana (20 de octubre de 1918).

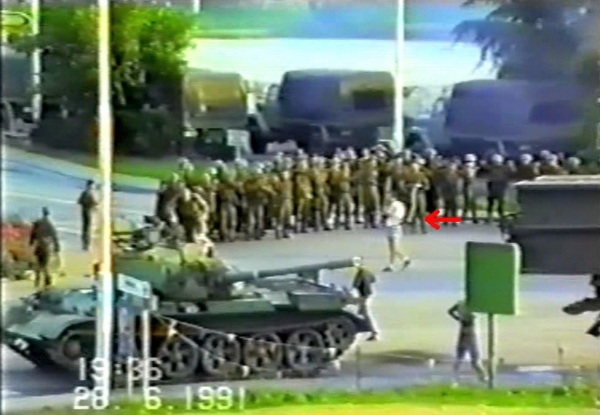
Tanque yugoslavo en Eslovenia, el día 26 de junio al inicio de la guerra de los Diez Días que daría a Eslovenia su independencia en 1991.

Durante las guerras napoleónicas se constituyeron las Provincias Ilirias (dependientes de Francia) con capital en la ciudad eslovena de Liubliana. Después del colapso del Imperio francés y el fin de las guerras napoleónicas, retornaron al control de Austria-Hungría. En 1848, emergió un fuerte programa para una Eslovenia unida como parte del movimiento "Primavera de las Naciones" dentro de Austria-Hungría.
Hacia el fin del siglo XIX y durante la primera década del XX, uno de cada seis habitantes emigraron de Eslovenia a otras partes de Europa, los Estados Unidos e Hispanoamérica, especialmente Paraguay. Los centros industriales y mineros los atrajeron principalmente, como Pittsburgh, Chicago, Butte en Montana, y Salt Lake (Lago Salado) en Utah. El grupo más grande de emigrados a los Estados Unidos se encuentra en Pueblo, Colorado, donde todavía celebran cada año picnics, danzas folklóricas de su etnia y muestras de la ropa especial de las mujeres.
Con el colapso de la monarquía austro-húngara en 1918, los eslovenos se unieron al Reino de los Serbios, Croatas y Eslovenos, el cual cambió su nombre en 1929 por el de Reino de Yugoslavia. 
Durante la Segunda Guerra Mundial, las fuerzas del Eje invadieron Yugoslavia en abril de 1941 y Eslovenia fue dividida y anexada, la parte norte a la Alemania nazi; la parte sur, incluida Liubliana a la Italia fascista; la región de Prekmurje en el este a Hungría, y algunas aldeas en el valle del Bajo Sava a Croacia. Los nazis ejecutaron un plan de limpieza étnica y reasentaron o expulsaron a la población civil eslovena local. Además, unos 46.000 eslovenos fueron deportados a Alemania, incluidos niños que fueron separados de sus padres.
En 1945, Yugoslavia fue liberada por el Frente de Liberación de la Nación Eslovena. Después del restablecimiento de Yugoslavia al final de la Segunda Guerra Mundial, Eslovenia se convirtió en parte de la República Federal Socialista de Yugoslavia, declarada oficialmente el 29 de noviembre de 1945. En esa época su denominación oficial era República Socialista de Eslovenia.
La actual Eslovenia fue formada el 25 de junio de 1991 debido a su independencia de Yugoslavia. Para hacer efectiva su independencia, Eslovenia se enfrentó a las fuerzas armadas federales de Yugoslavia en un breve conflicto armado denominado guerra de los Diez Días, también conocida habitualmente como «Guerra de Eslovenia» (esloveno: Slovenska osamosvojitvena vojna, «Guerra de independencia eslovena»; o desetdnevna vojna, «Guerra de los diez días»).
Eslovenia se unió a la OTAN el 29 de marzo de 2004 y a la Unión Europea el 1 de mayo de 2004. Adoptó el euro como su moneda oficial el 1 de enero de 2007.
En 2013, la República de Eslovenia vivió las mayores protestas de su historia. Las medidas de austeridad del gobierno fueron denunciadas por los sindicatos, pero también por muchos ciudadanos indignados por la corrupción de la clase política. Muchos de los manifestantes denunciaron a la Unión Europea, y muchos ondearon la bandera de la antigua Yugoslavia federal.
El 14 de mayo de 2020, Eslovenia fue el primer país europeo en declarar oficialmente el final de la epidemia de la COVID-19.

## Política

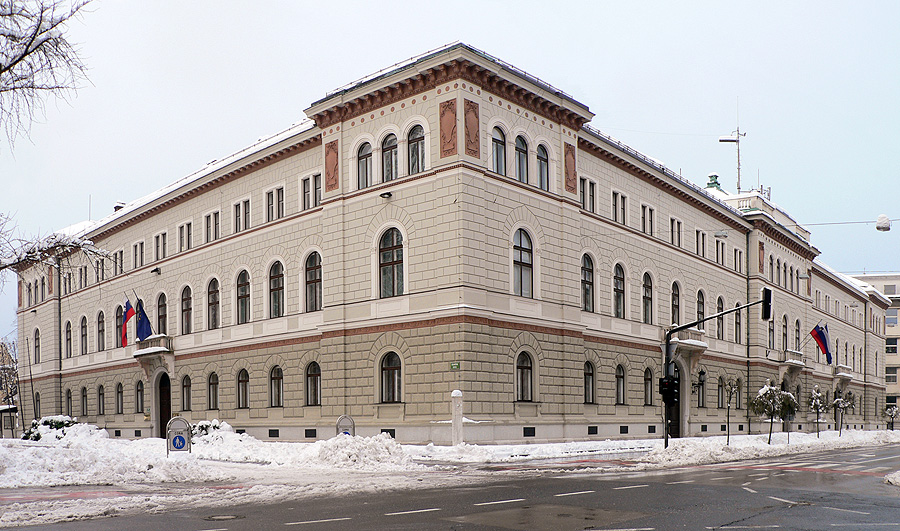
Palacio gubernamental y presidencial, Liubliana.

Eslovenia es una república parlamentaria según su Constitución. La presidenta de Eslovenia es, desde 2022, Nataša Pirc Musar. El presidente es el jefe de Estado y es elegido cada cinco años por el voto popular. El jefe de gobierno es el primer ministro, que es elegido por el Parlamento. Desde 2022, el primer ministro es Robert Golob.
El Parlamento es bicameral, formado por la Asamblea Nacional y el Consejo Nacional. En la actualidad nadie tiene la mayoría parlamentaria. Los principales partidos son el Partido Democrático Esloveno y Democracia Liberal de Eslovenia.

### Poder judicial
El Poder Judicial en Eslovenia es asumido por jueces, que son elegidos por la Asamblea Nacional. Se lleva a cabo por los tribunales de competencia general y tribunales especializados que se ocupan de asuntos relacionados con áreas legales específicas. El fiscal del Estado es un cargo estatal independiente encargado de procesar los casos presentados contra los sospechosos de cometer delitos. El Tribunal Constitucional está compuesto por nueve magistrados que son elegidos por un periodo de nueve años, se encargan de decidir la conformidad de las leyes con la Constitución. Todas las leyes y los reglamentos deben ajustarse a los principios generales de los derechos internacionales y a los acuerdos internacionales ratificados.

### Defensa

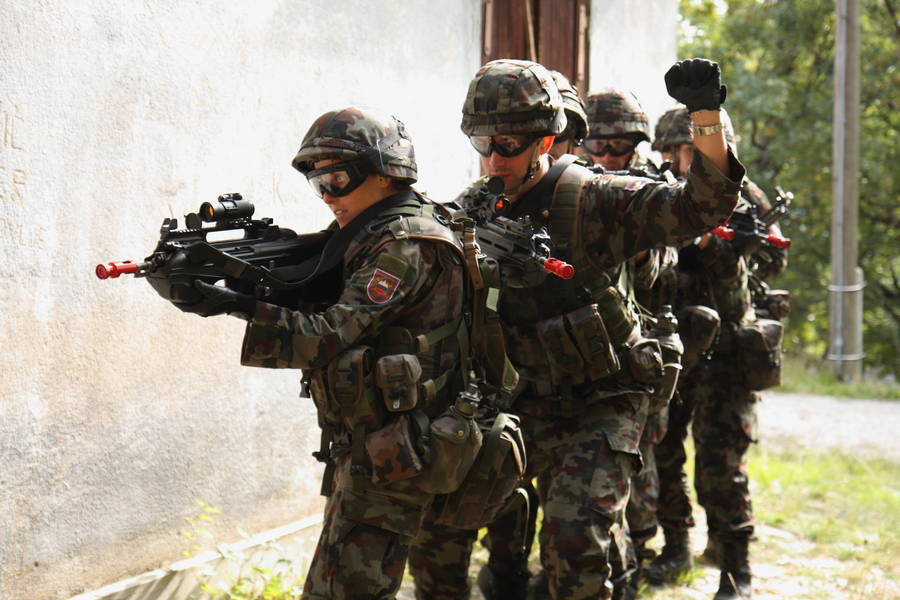
Soldados eslovenos durante un ejercicio militar.

Las Fuerzas Armadas de Eslovenia se encargan de la defensa militar de manera independiente o en alianza, según los acuerdos internacionales. Desde que se abolió el servicio militar obligatorio en 2003, están organizadas como un ejército totalmente profesional. El comandante en jefe es el presidente de la República, mientras que el comando operacional está bajo el dominio del jefe del Equipo General. En 2018, los gastos en la milicia fueron de aproximadamente 1,0 % del PIB nacional. Desde que se unió a la OTAN en 2004, las Fuerzas Armadas han tenido una participación más activa en las misiones internacionales de mantenimiento de paz. Participaron en operaciones de apoyo y actividades humanitarias. Entre otros, los soldados eslovenos son parte de las fuerzas internacionales que sirven en Bosnia y Herzegovina, Kosovo y Afganistán. De acuerdo al Índice de paz global de 2019, Eslovenia es uno de los países más pacíficos del mundo, quedando en octava posición de un total de 163 países.

### Relaciones Exteriores
Desde que Eslovenia declaró su independencia en 1991, sus gobiernos han subrayado su compromiso de mejorar la cooperación con los países vecinos y de contribuir activamente a los esfuerzos internacionales destinados a aportar estabilidad al sureste de Europa. Sin embargo, la limitación de recursos ha sido un problema que ha dificultado la eficacia de la diplomacia eslovena. En la década de 1990, las relaciones exteriores, especialmente con Italia, Austria y Croacia, provocaron controversias políticas internas. En los últimos ocho años,[¿cuándo?] sin embargo, se ha alcanzado un amplio consenso entre la gran mayoría de los partidos políticos eslovenos para trabajar conjuntamente en la mejora de la infraestructura diplomática del país y evitar la politización de las relaciones exteriores, convirtiéndolas en un tema de debates políticos internos.

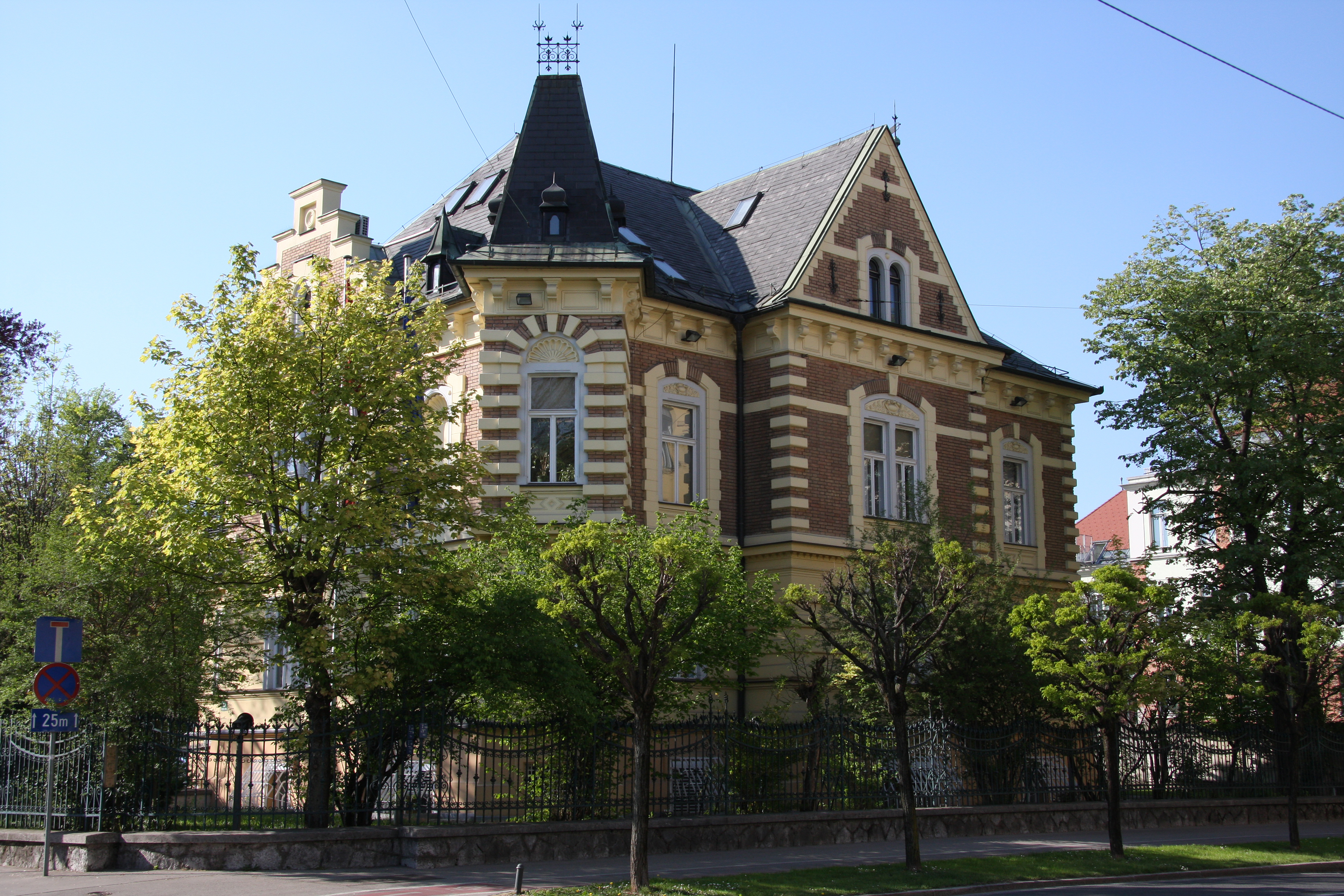
Embajada de Austria en Liubliana, Eslovenia.

Las relaciones bilaterales de Eslovenia con sus vecinos son en general buenas y cooperativas. Sin embargo, quedan algunas disputas sin resolver con Croacia. Están relacionadas sobre todo con la sucesión de la antigua Yugoslavia, incluida la demarcación de su frontera común. Además, a diferencia de los demás Estados sucesores de la antigua Yugoslavia, Eslovenia no normalizó sus relaciones con la "República Federal de Yugoslavia" (Serbia y Montenegro) hasta después de la salida del poder de Slobodan Milošević; aunque los eslovenos abrieron una oficina de representación en Podgorica para trabajar con el gobierno del presidente montenegrino Milo Đukanović.
Las cuestiones de sucesión, en particular las relativas a los pasivos y activos de la antigua Yugoslavia, siguen siendo un factor clave en las relaciones de Eslovenia en la región. En general, ningún conflicto empaña las relaciones con los vecinos, que se mantienen en una base sólida. Hay numerosos proyectos de cooperación en curso o previstos, y las asociaciones bilaterales y multilaterales se están profundizando. Las diferencias, muchas de las cuales proceden de la época de Yugoslavia, se han tratado con responsabilidad y se están resolviendo.

### Derechos humanos
En materia de derechos humanos, respecto a la pertenencia a los siete organismos de la Carta Internacional de Derechos Humanos, que incluyen al Comité de Derechos Humanos (HRC), Eslovenia ha firmado o ratificado:
| Eslovenia | Tratados internacionales | Tratados internacionales | Tratados internacionales | Tratados internacionales | Tratados internacionales | Tratados internacionales | Tratados internacionales | Tratados internacionales | Tratados internacionales    | Tratados internacionales | Tratados internacionales | Tratados internacionales | Tratados internacionales    | Tratados internacionales    | Tratados internacionales | Tratados internacionales  | Tratados internacionales | Tratados internacionales |
| --- | --- | ------------------------ | --- | --- | ------------------------ | --- | ------------------------ | --- | --------------------------- | --- | ------------------------ | --- | --------------------------- | --------------------------- | ------------------------ | ------------------------- | ------------------------ | ------------------------ |
| Eslovenia | CESCR | CESCR                    | CCPR | CCPR | CCPR                     | CERD | CED                      | CEDAW | CEDAW                       | CAT | CAT                      | CRC | CRC                         | CRC                         | CRC                      | MWC                       | CRPD                     | CRPD                     |
| Eslovenia | CESCR | CESCR-OP                 | CCPR | CCPR-OP1 | CCPR-OP2-DP              | CERD | CED                      | CEDAW | CEDAW-OP                    | CAT | CAT-OP                   | CRC | CRC-OP-AC                   | CRC-OP-SC                   | CRC-OP-CP                | MWC                       | CRPD                     | CRPD-OP                  |
| Pertenencia | Eslovenia ha reconocido la competencia de recibir y procesar comunicaciones individuales por parte de los órganos competentes. | Sin información.         | Eslovenia ha reconocido la competencia de recibir y procesar comunicaciones individuales por parte de los órganos competentes. | Eslovenia ha reconocido la competencia de recibir y procesar comunicaciones individuales por parte de los órganos competentes. | Firmado y ratificado.    | Eslovenia ha reconocido la competencia de recibir y procesar comunicaciones individuales por parte de los órganos competentes. | Sin información.         | Eslovenia ha reconocido la competencia de recibir y procesar comunicaciones individuales por parte de los órganos competentes. | Firmado pero no ratificado. | Eslovenia ha reconocido la competencia de recibir y procesar comunicaciones individuales por parte de los órganos competentes. | Sin información.         | Eslovenia ha reconocido la competencia de recibir y procesar comunicaciones individuales por parte de los órganos competentes. | Firmado pero no ratificado. | Firmado pero no ratificado. | Sin información.         | Ni firmado ni ratificado. | Firmado y ratificado.    | Firmado y ratificado.    |
| Firmado y ratificado, firmado, pero no ratificado, ni firmado ni ratificado, sin información, ha accedido a firmar y ratificar el órgano en cuestión, pero también reconoce la competencia de recibir y procesar comunicaciones individuales por parte de los órganos competentes. | |                          | | |                          | |                          | |                             | |                          | |                             |                             |                          |                           |                          |                          |

## Organización territorial

### Regiones tradicionales
Según la Enciklopedija Slovenije (Enciclopedia de Eslovenia), las regiones históricas de Eslovenia, basadas en la división hecha por los Habsburgo (Carniola, Carintia, Estiria y el Litoral), son:
| Nombre en español | Nombre en esloveno | Indicada en el mapa como |
| ----------------- | ------------------ | ------------------------ |
| Alta Carniola     | Gorenjska          | U.C.                     |
| Estiria           | Štajerska          | S                        |
| Transmurania      | Prekmurje          | P                        |
| Carintia          | Koroška            | C                        |
| Carniola Interior | Notranjska         | I. C.                    |
| Baja Carniola     | Dolenjska          | L. C.                    |
| Gorizia           | Goriška            | G                        |
| Istria Eslovena   | Slovenska Istra    | L                        |

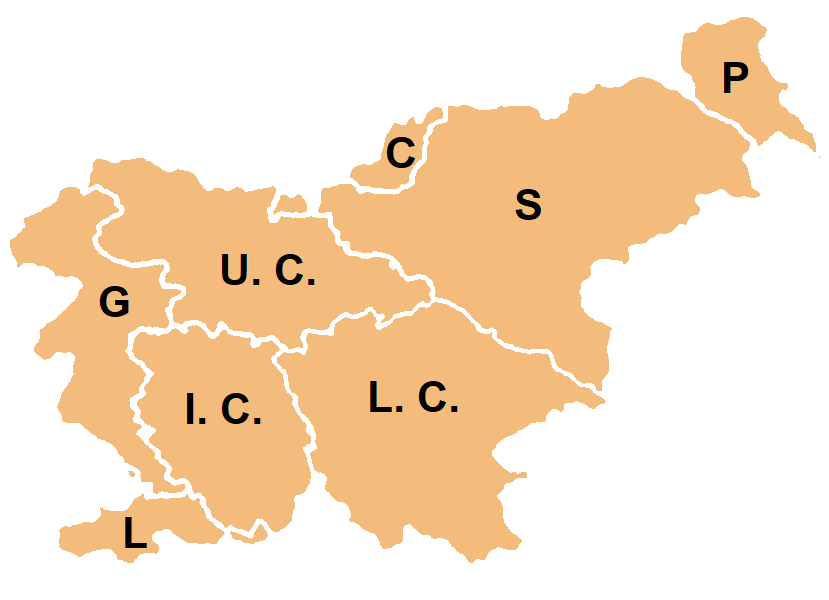
Eslovenia se ha dividido tradicionalmente en ocho regiones.

Gorizia y la Istria Eslovena son conocidas como la región del Litoral (Primorska). La Carniola Blanca (Bela krajina), que forma parte de la Baja Carniola, a menudo se considera una región separada, así como también Zasavie y Posavina (el primer territorio forma parte de la Baja, la Alta Carniola y Estiria, mientras que el segundo forma parte de la Baja Carniola y de Estiria).

### Regiones estadísticas
Las regiones estadísticas de Eslovenia fueron creadas para propósitos legales y estadísticos. Son doce:
| 1 | Alta Carniola             |
| 2 | Gorizia                   |
| 3 | Eslovenia Sudoriental     |
| 4 | Carintia                  |

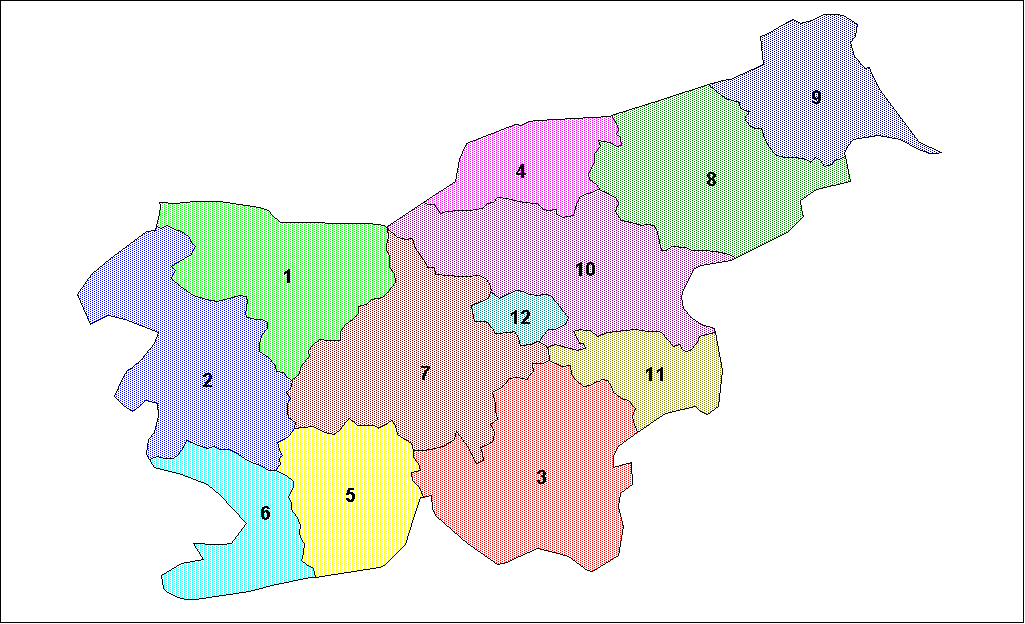
Las doce regiones estadísticas de Eslovenia.

| 5 | Litoral-Carniola Interior |
| 6 | Litoral-Karst             |

| 7  | Eslovenia Central |
| 8  | Drava             |
| 9  | Mura              |
| 10 | Savinia           |
| 11 | Bajo Sava         |
| 12 | Sava Central      |

Las regiones estadísticas eslovenas han sido agrupadas en dos grandes regiones
- Eslovenia Oriental (Vzhodna Slovenija - SI01), que incluye las regiones de Mura, Drava, Carintia, Savinia, Sava Central, Bajo Sava, Eslovenia Suroriental, y Litoral-Carniola Interior.
- Eslovenia Occidental (Zahodna Slovenija - SI02), que comprende Eslovenia Central, Alta Carniola, Gorizia, y Litoral–Karst.

### Municipios

Municipios de Eslovenia en 2011.

Eslovenia se divide en 210 municipios (občine, en singular občina), de los cuales once tienen el estatuto de ciudades.

## Geografía

Mapa topográfico de Eslovenia.

Eslovenia es un pequeño estado de la Europa Central de 20 273 km² de superficie. Se encuentra entre Italia, Austria, Hungría, y Croacia. Es un país con una costa muy pequeña al mar Adriático por el golfo de Trieste de alrededor de 46 km, a través del puerto de Koper/Capodistria, en la península de Istria. Se trata de una zona poblada en parte por eslovenos que hablan italiano.
El relieve esloveno comprende los montes Karavanke, el macizo cristalino de Pohorje y las mesetas calcáreas de Notranjsko y Dolenjsko. En el extremo noroeste del país se encuentran los Alpes Julianos, con la mayor elevación del país, el monte Triglav (2864 m), en el centro del parque nacional de Triglav. Conservan huellas de la erosión glaciar cuaternaria, con lagos como el Bled. Las formaciones kársticas, extendidas desde Liubliana hasta el litoral, están excavadas por ríos subterráneos y constituyen enormes cavidades, como las cuevas de Postojna, de 19 km de longitud. Aparte del Drava y el Sava, cabe citar el río Kolpa.
El clima es básicamente alpino, salvo en las zonas próximas al mar. El clima varía desde el templado del litoral, hasta el más extremo de las mesetas del este y de las montañas, aquí con mayores lluvias en verano.
Cerca de la mitad del país (11 691 km²) está cubierta de bosques, haciendo de Eslovenia el tercer país más boscoso de Europa, después de Finlandia y Suecia. Aún quedan restos de bosque original, el mayor en el área de Kočevje. A su vez, las zonas de pastoreo ocupan 5593 km² y los campos y jardines 2471 km². Existen 363 km² de huertas y 216 km² de viñedos.
Según el Fondo Mundial para la Naturaleza (WWF), el territorio de Eslovenia se puede repartir en cuatro ecorregiones:
- Bosque templado de frondosas
  - Bosque mixto de Panonia, en el este y sureste
  - Bosque mixto de los Alpes Dináricos, en las montañas del centro y sur
- Bosque templado de coníferas
  - Bosque de los Alpes, en las montañas del norte
- Bosque mediterráneo
  - Bosque caducifolio de Iliria, en el suroeste

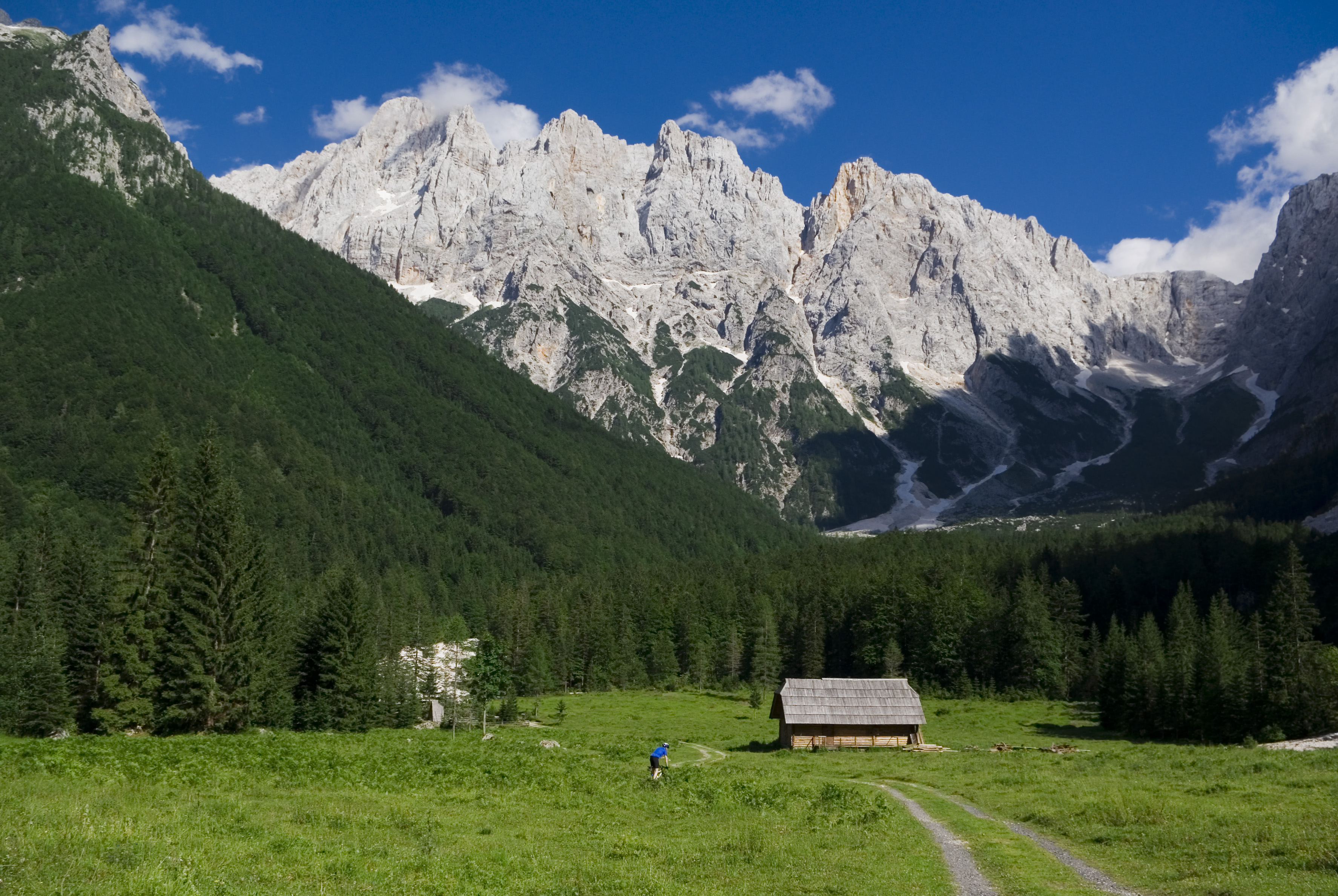
Paisaje alpino en el valle de Krnica.
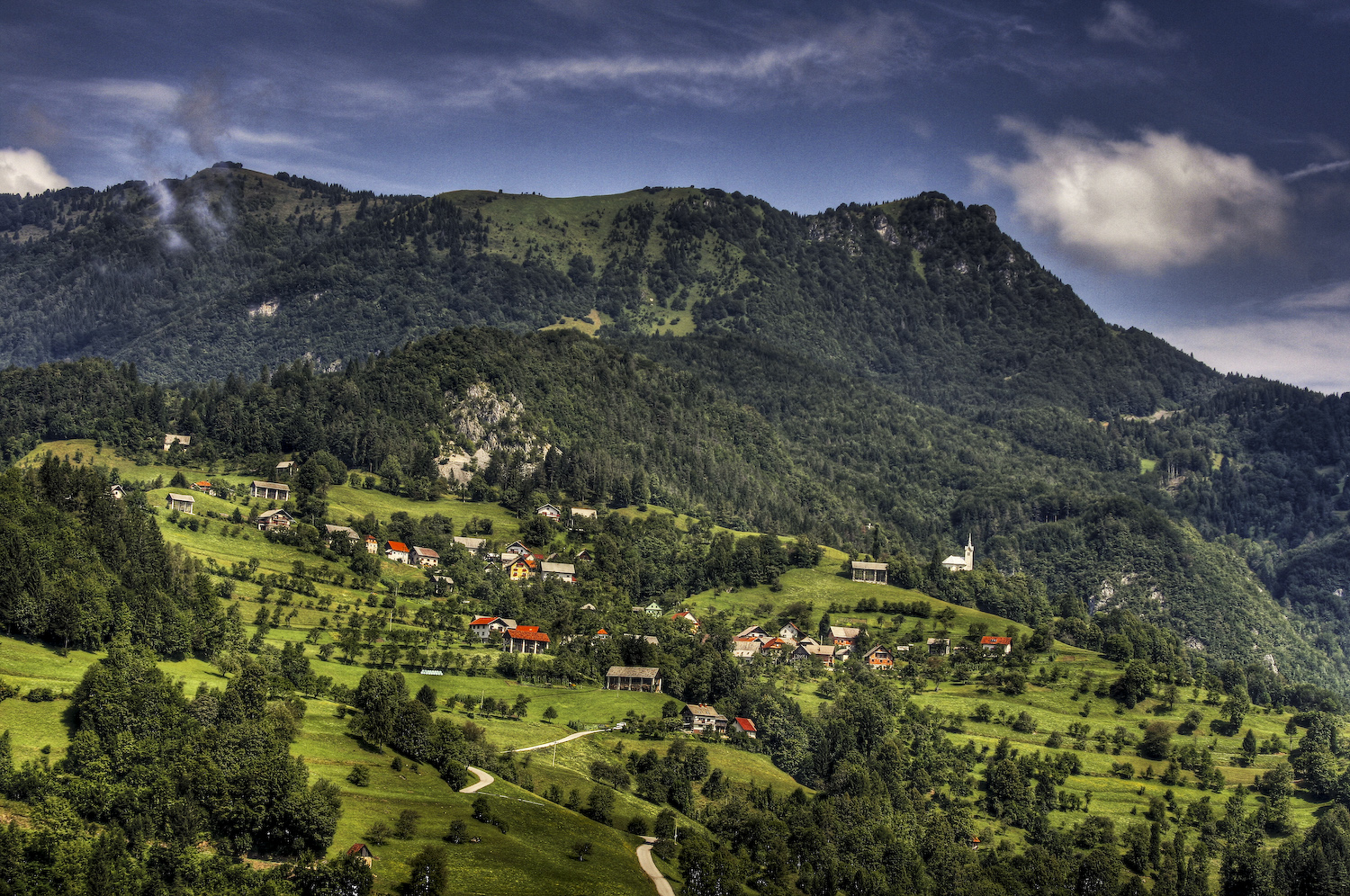
Localidad de Cerkno en la región de Goriška.
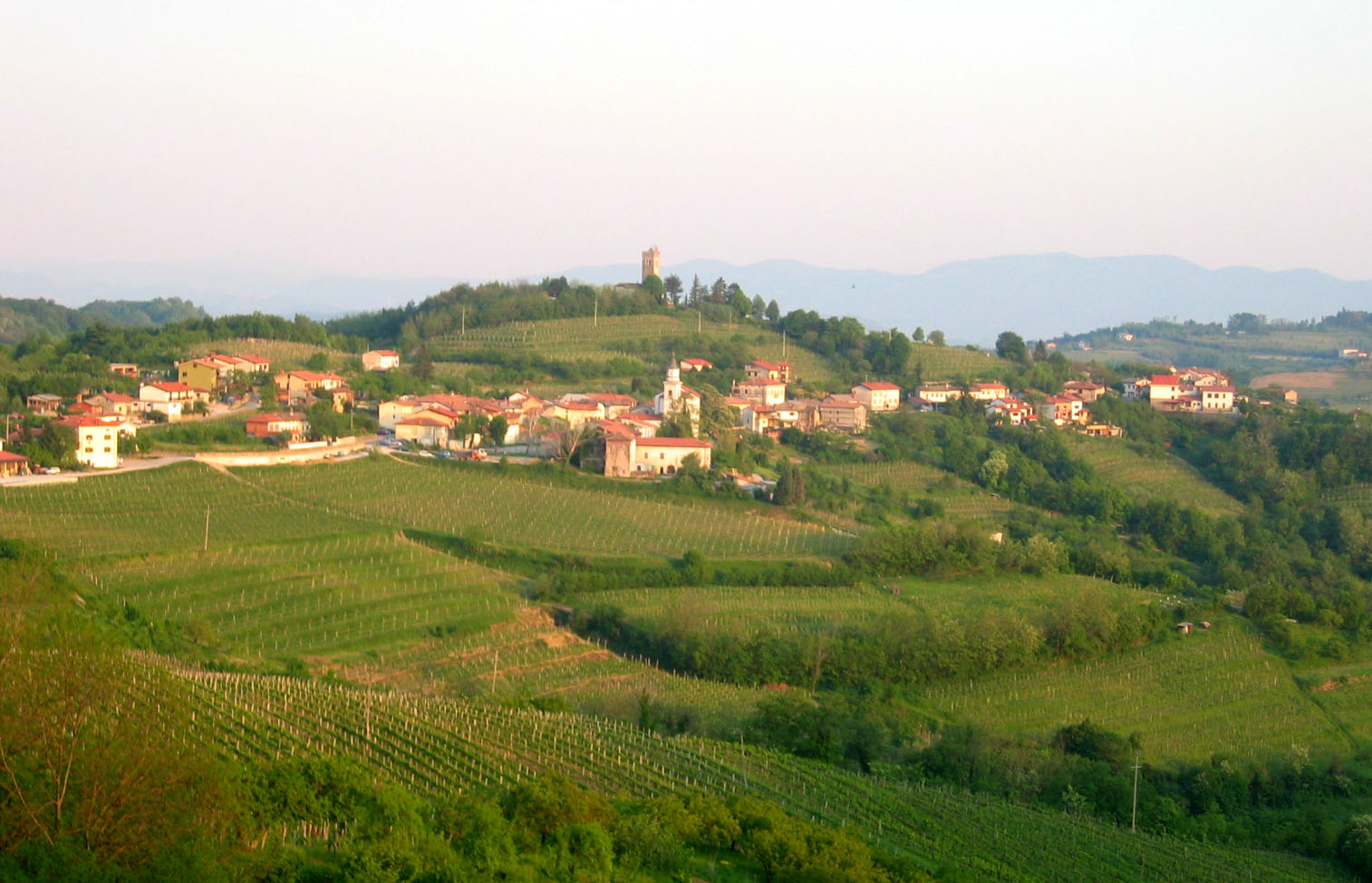
Eslovenia sub mediterránea en Brda.
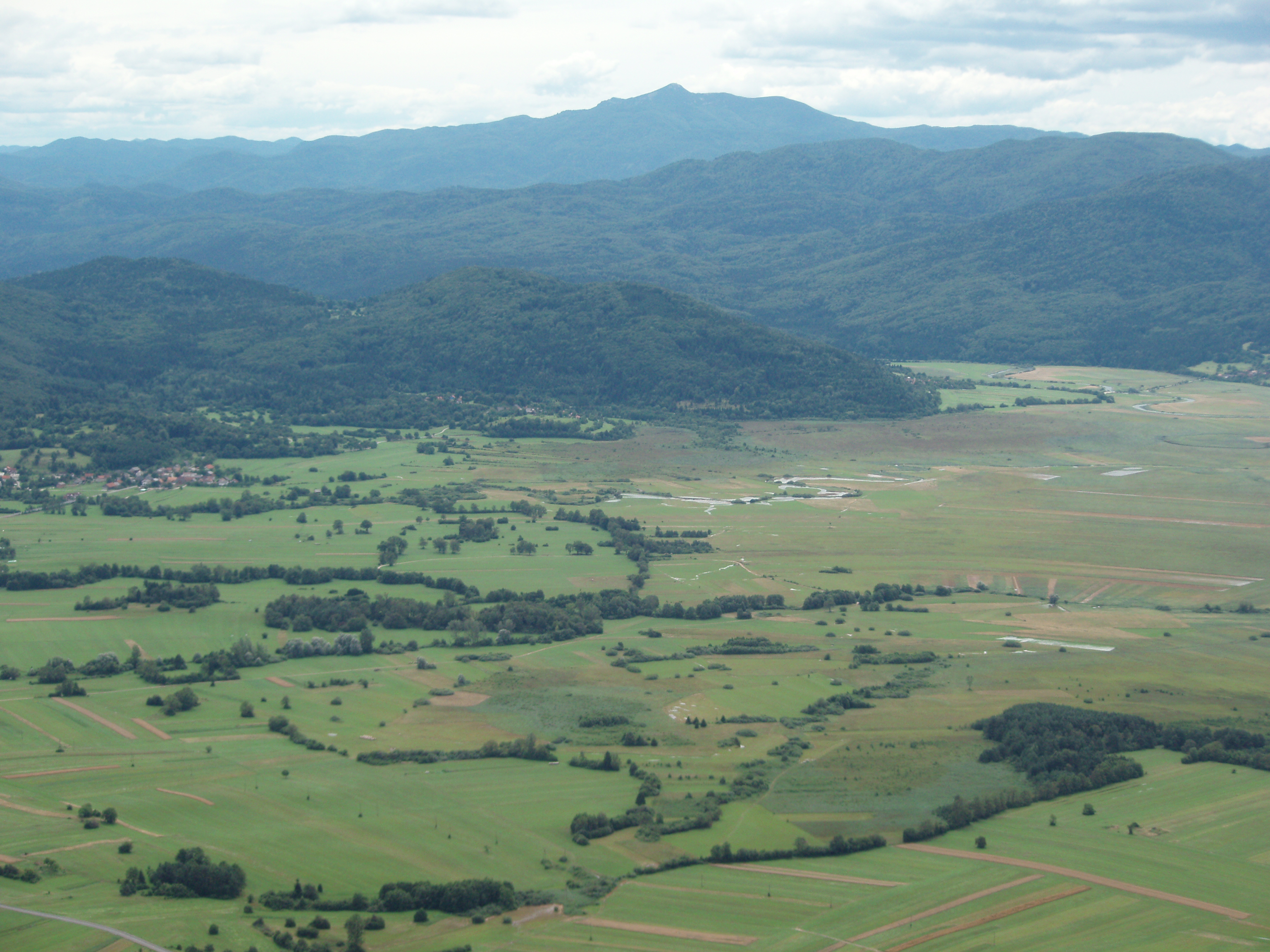
Cerknica.
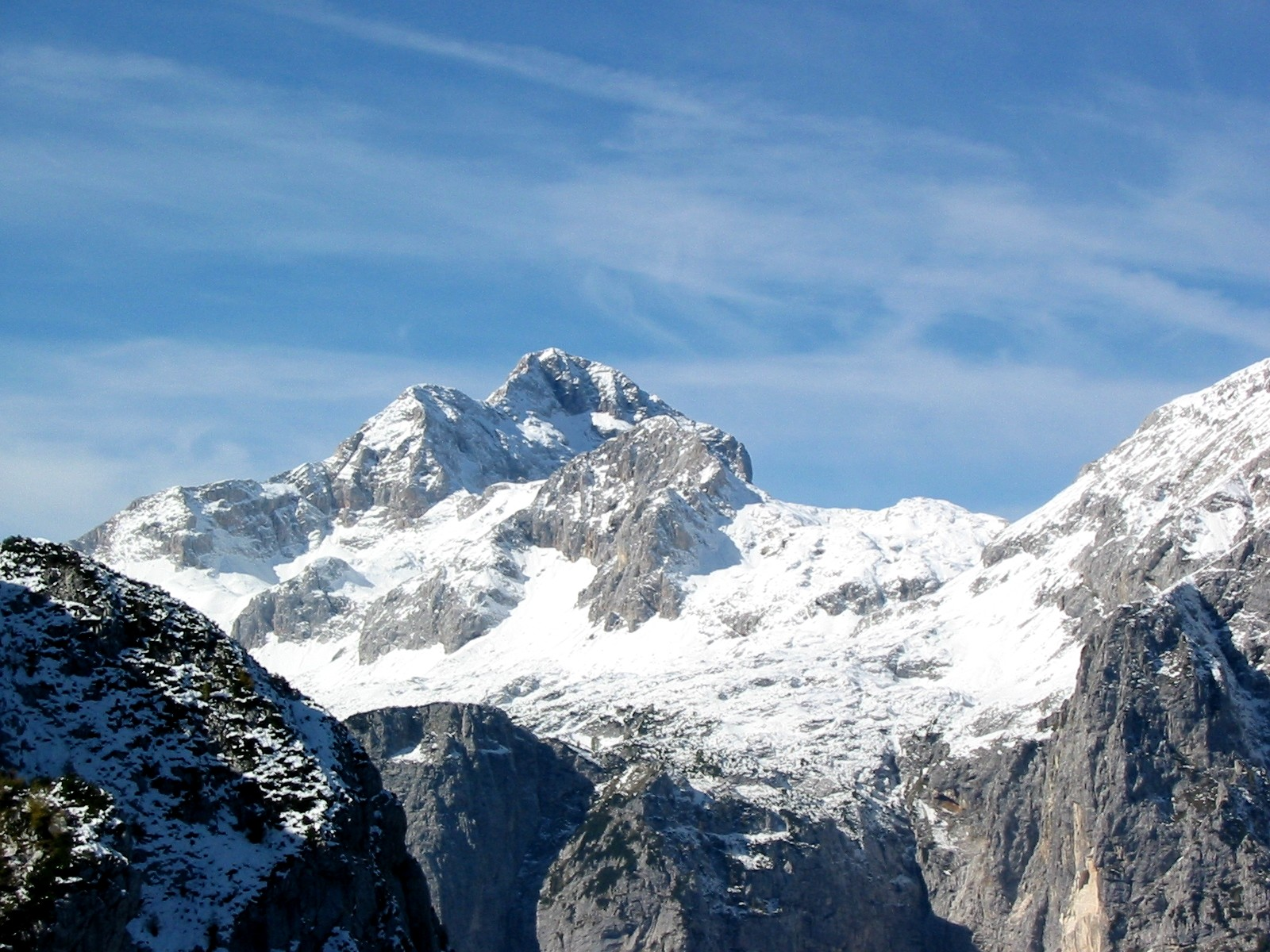
Monte Triglav en los Alpes Julianos.

### Regiones naturales
Los geógrafos Anton Melik (1935-1936) y Svetozar Ilešič (1968) fueron los primeros en regionalizar Eslovenia. Una regionalización posterior, obra de Ivan Gams, divide a Eslovenia en las siguientes macrorregiones:
- Alpes (visokogorske Alpe).
- Colinas prealpinas (predalpsko hribovje).
- Cuenca de Liubliana (Ljubljanska kotlina).
- Eslovenia submediterránea (Litoral) (submediteranska - primorska Slovenija).
- Karst dinárico de Eslovenia interior (dinarski kras notranje Slovenije).
- Eslovenia Subpanoniana (subpanononska Slovenija).

Según una regionalización geográfico-natural más reciente, el país consta de cuatro macrorregiones: alpina, mediterránea, dinárica y panonia. Se definen a partir de características importantes del relieve (los Alpes, la llanura panonia, las montañas dináricas) y de tipos de clima (continental, alpinos, mediterráneo), aunque a menudo se entremezclan y solapan.
Las macrorregiones constan de múltiples y diversas mesorregiones. El factor principal que las define es el relieve y la composición geológica. Las mesorregiones, a su vez, comprenden numerosas microrregiones.

### Clima
El clima es mediterráneo en la costa, alpino en las montañas, y continental con veranos suaves a calientes e inviernos en los planaltos y valles del este del país. La temperatura promedio es de -2 °C en enero y 21 °C en julio. Las precipitaciones son de 1000 mm en la costa, 3500 mm en los Alpes, 800 mm en el sureste y 1400 mm en el centro del país.
En comparación con otros países de la región, en Eslovenia no hay mucho viento, ya que se encuentra rodeado por los Alpes. La velocidad media del viento es más baja que en las llanuras de los países vecinos. Debido a los accidentes geográficos, los vientos locales verticales con períodos diarios son frecuentes. Además de estos hay tres vientos de importancia regional, bora, siroco, y el de foehn. El sirocco y el bora son característicos del litoral, siendo que el primero es húmedo y cálido, y el segundo es por lo general frío y seco. El foehn es típico de las regiones alpinas en el norte del país. En general, los vientos de Eslovenia provienen del noreste, del sureste y del norte.

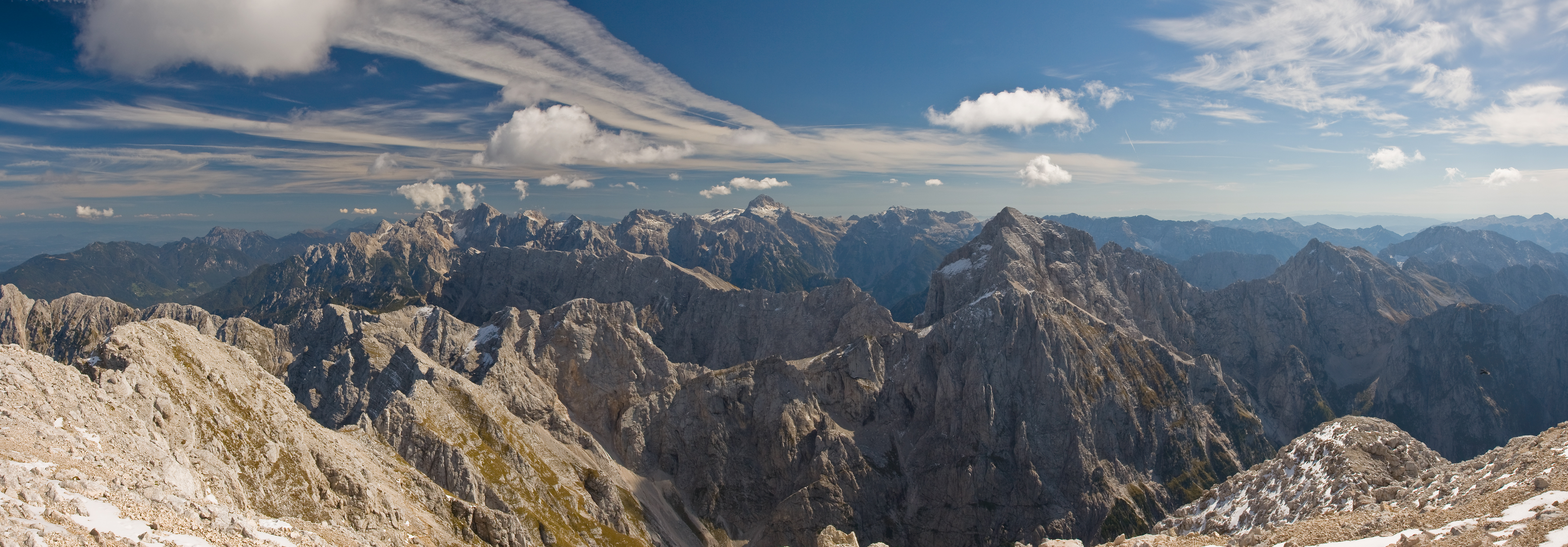
Diferentes tipos de nubes en los Alpes Julianos (noroeste de Eslovenia), vistas desde el pico Mangart.

### Biodiversidad
Eslovenia firmó el Convenio de Río sobre la Diversidad Biológica el 13 de junio de 1992 y se adhirió a él el 9 de julio de 1996. Posteriormente, elaboró una Estrategia Nacional de Biodiversidad y un Plan de Acción, que fueron recibidos por el convenio el 30 de mayo de 2002.
Eslovenia se distingue por una variedad excepcionalmente amplia de hábitats, debido al contacto de las unidades geológicas y las regiones biogeográficas, y por la influencia humana. El país alberga cuatro ecorregiones terrestres: Bosques mixtos de los Montes Dináricos, Bosques mixtos de Panonia, Bosques mixtos y de coníferas de los Alpes y Bosques caducifolios de Iliria. Alrededor del 12,5 % del territorio está protegido, con un 35,5 % en la red ecológica Natura 2000. A pesar de ello, debido a la contaminación y a la degradación ambiental, la diversidad ha ido disminuyendo. En 2019, Eslovenia obtuvo una puntuación media del Índice de Integridad del Paisaje Forestal de 3,78/10, lo que la sitúa en el puesto 140 del ranking mundial de 172 países.

### Flora y fauna

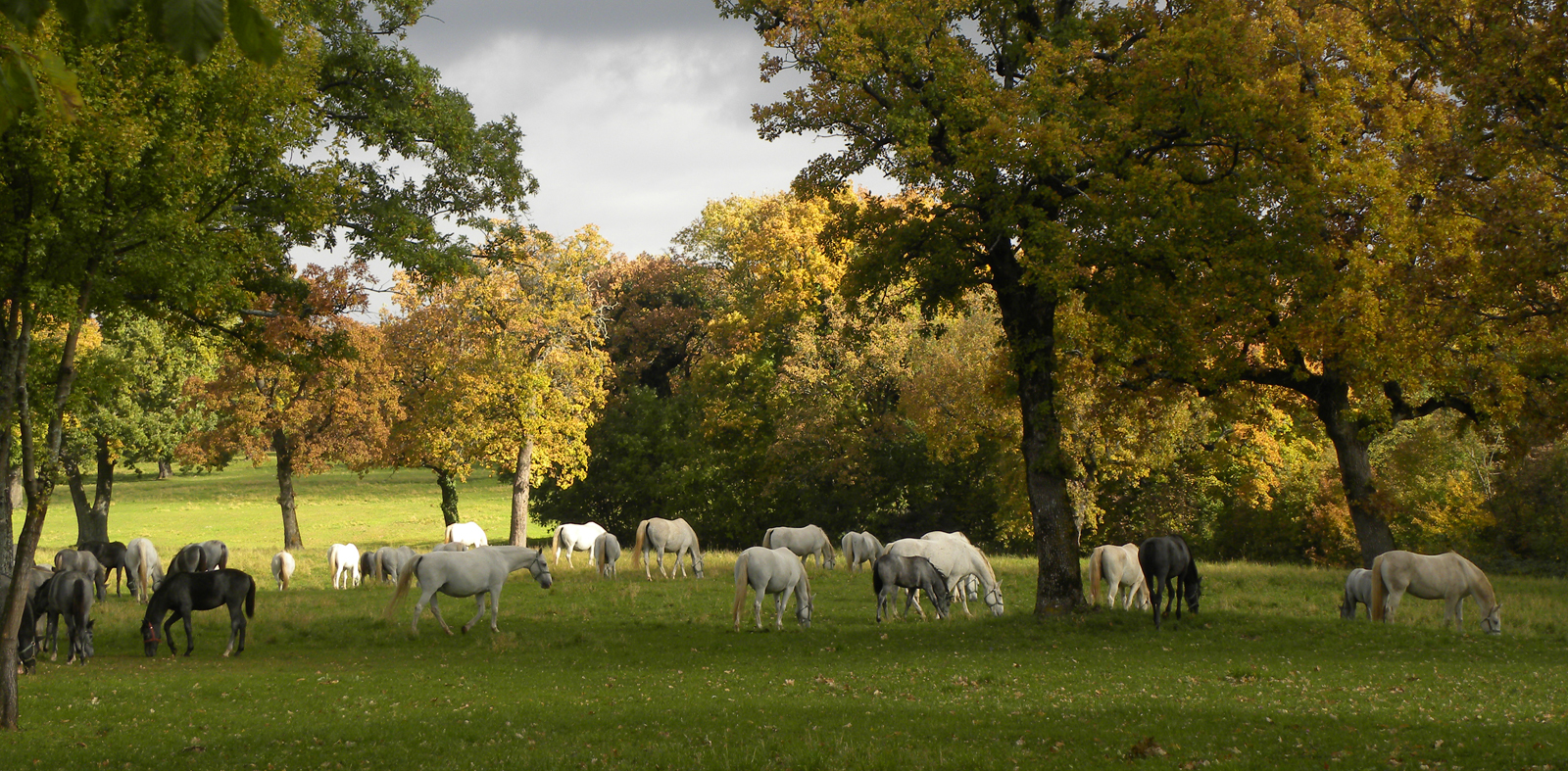
Pastoreo moderno de caballos Lipizzaner.

La diversidad biológica del país es alta, con el 1 % de los organismos del mundo en el 0,004 % de la superficie de la Tierra, Hay 75 especies de mamíferos, entre ellos marmotas, íbices alpinos y gamuzas. Hay numerosos ciervos, corzos, jabalíes y liebres. El lirón comestible se encuentra a menudo en los hayedos eslovenos. La caza de estos animales es una larga tradición y forma parte de la identidad nacional eslovena.
Algunos carnívoros importantes son el lince euroasiático, los gatos monteses europeos, los zorros (especialmente el zorro rojo) y el chacal europeo. Hay erizos, martas y serpientes como las víboras y las serpientes de hierba. Según estimaciones recientes, Eslovenia cuenta con unos 40-60 lobos y unos 450 osos pardos.
Eslovenia alberga un número excepcionalmente diverso de especies cavernícolas, con algunas decenas de especies endémicas. Entre los vertebrados cavernícolas, el único conocido es el olm, que vive en el Karst, la Baja Carniola y la Carniola Blanca.
La única especie regular de cetáceos que se encuentra en el norte del Adriático es el delfín mular (Tursiops truncatus).
Hay una gran variedad de aves, como el cárabo, el búho chico, el búho real, los halcones y las águilas culebreras. Se han registrado otras aves rapaces, así como un número creciente de cuervos, cuervos y urracas que emigran a Liubliana y Maribor, donde prosperan. Otras aves son los pájaros carpinteros negros y verdes y la cigüeña blanca, que anida principalmente en Prekmurje.
Existen 13 animales domésticos autóctonos de Eslovenia, de ocho especies (gallina, cerdo, perro, caballo, oveja, cabra, abeja melífera y ganado vacuno) entre los que se encuentran el pastor de Karst, la abeja melífera carniola y el caballo lipizano. La trucha de mármol o marmorata (Salmo marmoratus) es un pez autóctono esloveno. Se han introducido amplios programas de cría para repoblar la trucha de mármol en lagos y arroyos invadidos por especies de trucha no autóctonas. Eslovenia también alberga el siluro de Wels.

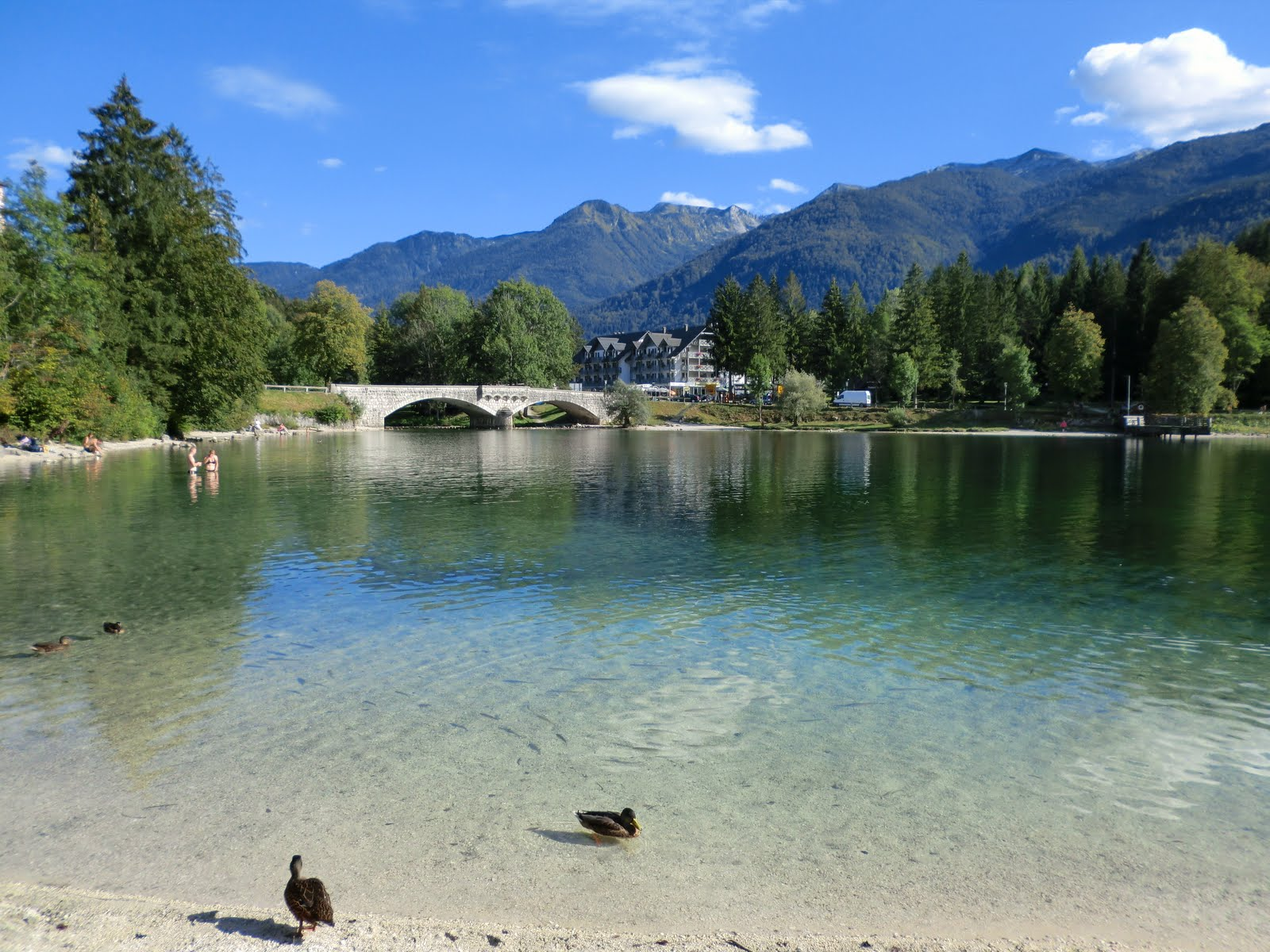
Patos en el Lago Bohinj.

Eslovenia es el tercer país más boscoso de Europa, con un 58,3 % del territorio cubierto por bosques. Los bosques son un importante recurso natural, y la tala se reduce al mínimo. En el interior del país se encuentran los típicos bosques centroeuropeos, en los que predominan el roble y el haya. En las montañas, son más comunes los abetos y los pinos. Los pinos crecen en la meseta del Karst, aunque solo un tercio de la región está cubierta por bosques de pinos. El tilo, común en los bosques eslovenos, es un símbolo nacional. El límite arbóreo se sitúa entre 1700 y 1800 m.
En los Alpes se encuentran flores como la Daphne blagayana, las gencianas (Gentiana clusii y Gentiana froelichi), la Primula auricula, el edelweiss (símbolo del montañismo esloveno), el Cypripedium calceolus, la Fritillaria meleagris (fritillaria cabeza de serpiente) y la Pulsatilla grandis.
Eslovenia alberga muchas plantas de grupos útiles desde el punto de vista etnobotánico. De las 59 especies conocidas de importancia etnobotánica, algunas especies como el Aconitum napellus, el Cannabis sativa y el Taxus baccata son de uso restringido, según el Boletín Oficial de la República de Eslovenia.

## Economía

Evolución del PIB real per cápita en Eslovenia.

Eslovenia se considera un país desarrollado, con un PIB per cápita de 23 335 dólares. Aunque en 2006 la relativamente alta inflación bajó al 2,3 % (antes de la adopción del euro), en 2007 presentó una variación interanual de 5.1 %. En los últimos años la economía eslovena ha incrementado el ritmo de crecimiento que ha mantenido desde su independencia, registrando el 4,3 % en 2004 y 2005, el 5,9 % en 2006 y el 6,8 % en 2007.[cita requerida] En los primeros tres trimestres del 2008, la economía se expandió a un ritmo anual del 5 %.[cita requerida]
El 1 de enero de 2007, Eslovenia abandonó el tólar y adoptó la moneda común de la Unión Europea, el euro. Eslovenia junto con Croacia fueron los países más desarrollados de la extinta Yugoslavia y los primeros expaíses socialistas en unirse a la Unión Europea.[cita requerida] Según el Índice mundial de innovación, a cargo de la Organización Mundial de la Propiedad Intelectual, en su versión 2024, Eslovenia se ubicó en lugar 34 en innovación entre 133 países del mundo; mientras que en sus versiones 2022 y 2023, obtuvo el lugar 33.

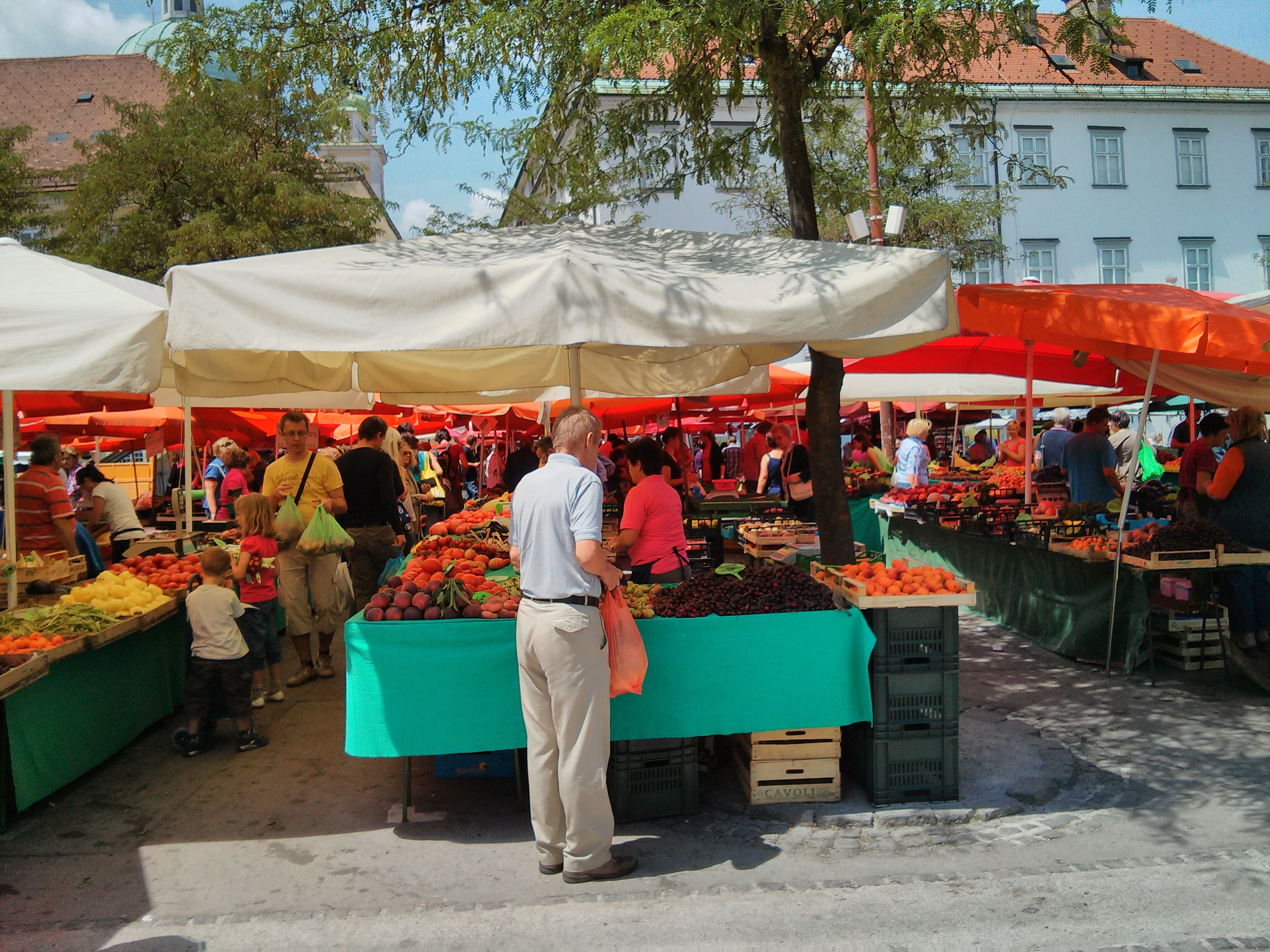
Negocios del mercado central de Liubliana.

Durante las negociaciones de adhesión a la UE, Eslovenia insistió en numerosas excepciones, negándose a abrir ciertos sectores clave de la economía a la plena competencia. Así, el país es el único de Europa Central y Oriental que ha conservado el control de su sector bancario. El país también ha conservado un importante servicio público construido durante el periodo socialista; Eslovenia sigue teniendo uno de los mejores sistemas sanitarios del mundo, y la educación es gratuita hasta el nivel de posgrado.
En 2013, la República de Eslovenia vivió las mayores protestas de su historia. Las medidas de austeridad del gobierno fueron denunciadas por los sindicatos, pero también por muchos ciudadanos indignados por la corrupción de la clase política. Muchos de los manifestantes denunciaron a la Unión Europea, y muchos ondearon la bandera de la antigua Yugoslavia federal.
En agosto de 2012, la contracción interanual fue del 0,8 %, sin embargo, se registró un crecimiento del 0,2 % en el primer trimestre (en relación con el trimestre anterior, después de ajustar los datos según la temporada y los días hábiles). La contracción interanual se ha atribuido a la caída del consumo interno y a la desaceleración del crecimiento de las exportaciones. La disminución del consumo interno se ha atribuido a la austeridad fiscal, a la congelación del gasto presupuestario en los últimos meses de 2011, al fracaso de los esfuerzos para implementar reformas económicas, a la financiación inadecuada y a la disminución de las exportaciones.
Las medidas fiscales y las legislaciones dirigidas a la reducción de los gastos y varias privatizaciones respaldaron una recuperación económica a partir de 2014. La tasa de crecimiento económico real fue del 2,5 % en 2016 y se espera que alcance el 3,5 % en 2017. El sector de la construcción ha visto un aumento reciente, y se espera que la industria del turismo tenga números crecientes continuos. El país tardó nueve años en recuperar su renta per cápita de 2008.

### Agricultura

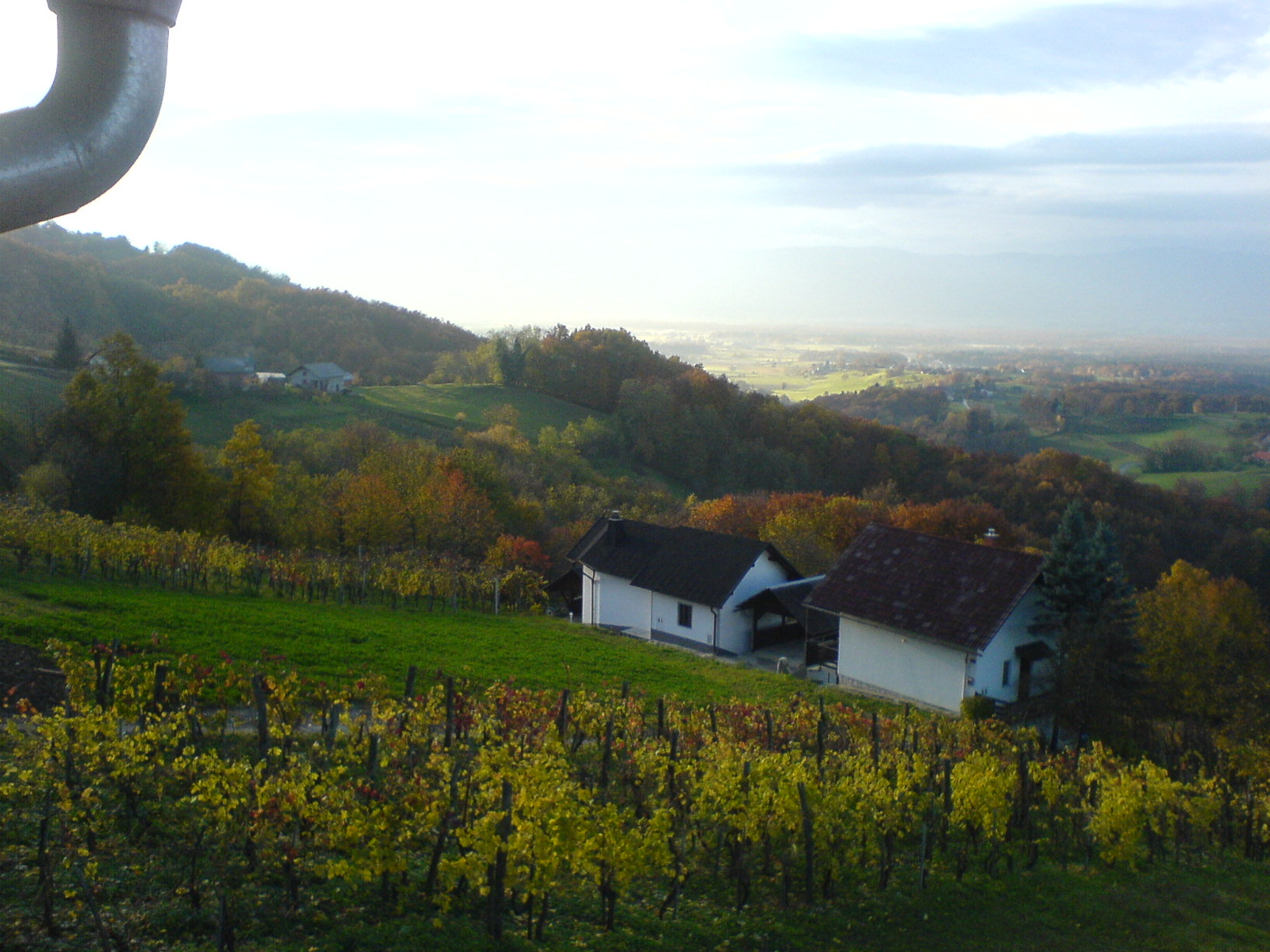
Un viñedo en Eslovenia.

La independencia de Eslovenia trajo consigo una fase de "sacudida del mercado" en la agricultura del país. El número de explotaciones disminuyó rápidamente: una evolución que solo se frenó a principios de la década de 2000. En 2005, la superficie agrícola total era de 648 113 ha y el número total de explotaciones era de 77 000, el 85 % de las cuales tenía menos de diez hectáreas de terreno agrícola. El valor total de la producción agrícola en 2005 fue de 959 millones de euros, lo que en ese momento suponía algo menos del 2 % del PIB del país. El gobierno esloveno está preocupado por la estructura de edad de los agricultores: solo el 18,8 % de ellos son menores de 45 años, mientras que el 56,9 % son mayores de 55. Las colinas que rodean la segunda ciudad más grande de Eslovenia, Maribor, son famosas por su producción de vino. 
Una rama importante de la agricultura eslovena es la ganadería. Aporta más del 50 % de la producción (2005: 511 millones de euros). El porcentaje de praderas y pastos y de zonas de cultivo de forrajes es correspondientemente grande, representando el 60 % y el 20 % de la superficie agrícola de Eslovenia, respectivamente. A pesar de un ligero descenso desde mediados de los años 1990, el ganado vacuno y el porcino representan la mayor parte de la producción ganadera (452 517 bovinos y 547 432 cerdos, respectivamente, en 2005). El número de cabras y ovejas (combinadas) y de caballos se ha duplicado aproximadamente desde 1997, pero sigue siendo muy inferior, con 154 832 y 19 249 respectivamente.

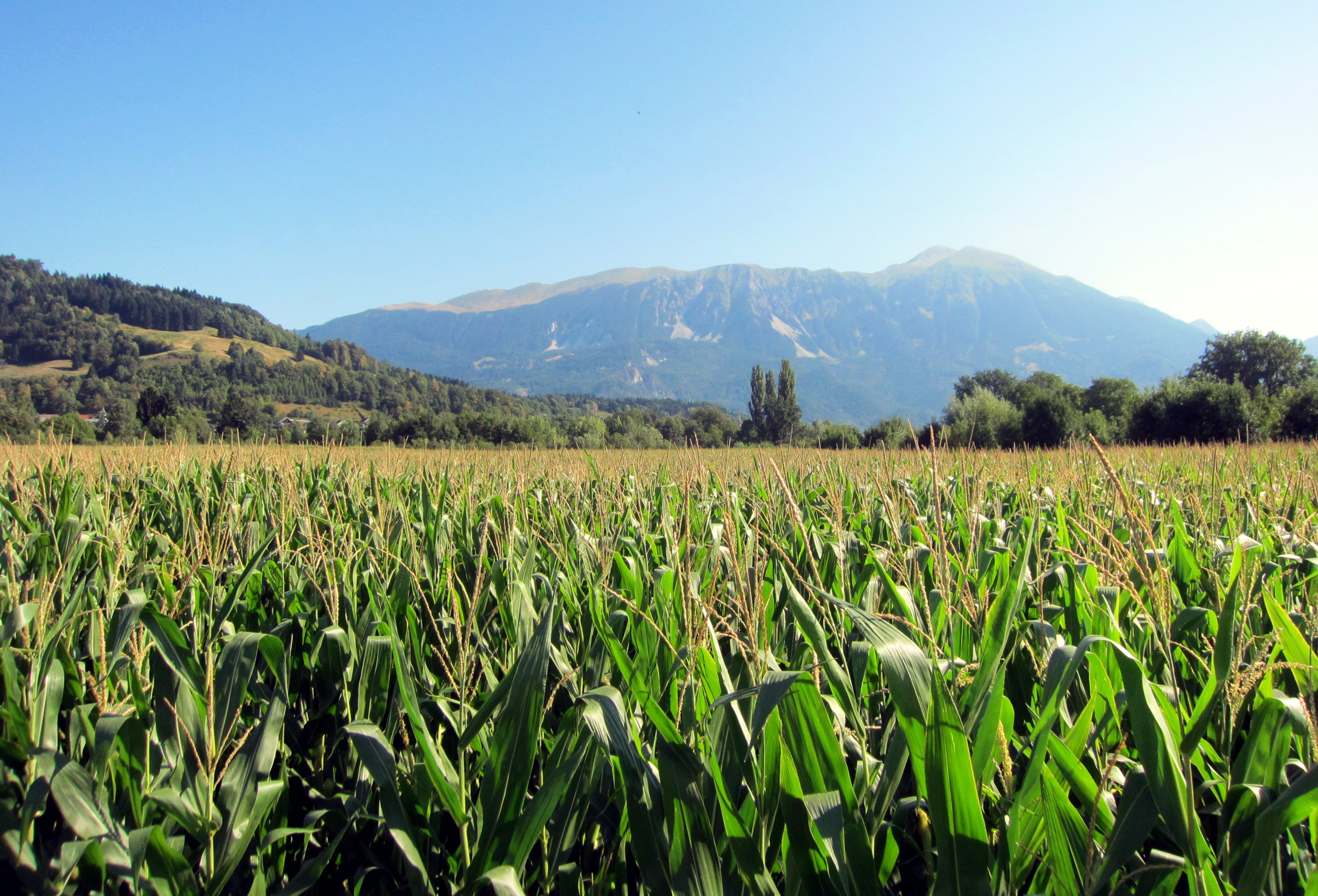
Un maizal en Eslovenia.

El sector de la alimentación y las bebidas en Eslovenia ha tenido que hacer frente a dos grandes crisis en los últimos veinte años: por un lado, el hundimiento de los mercados de venta en la antigua Yugoslavia desde principios de los años 1990 y, a partir de 2004, la fuerte competencia de los grandes grupos europeos tras la adhesión del país a la UE. La adhesión a la UE fue ventajosa para las zonas agrícolas desfavorecidas (según la definición de la Directiva 75/268/CEE del Consejo, de 28 de abril de 1975, relativa a la agricultura de montaña y a la agricultura en determinadas zonas desfavorecidas). Para estas zonas de difícil acceso y a menudo de bajo rendimiento, de las que Eslovenia tiene 440 349 hectáreas, la UE ofrece medidas de apoyo para evitar el abandono de la agricultura en estas zonas. Se considera que la silvicultura tiene un importante potencial de crecimiento económico.
El 59,8 % de la superficie de Eslovenia está cubierta de bosques, lo que en una comparación europea solo es superado por Suecia y Finlandia. El abeto (32 %) y el haya (31 %) dominan en los bosques, que han crecido predominantemente como bosques mixtos. A pesar de la gran extensión de los bosques eslovenos, la silvicultura solo contribuye en un 0,2 % al PIB del país. El hecho de que los bosques estén muy fragmentados en términos de propiedad obstaculiza un mayor uso económico. El 72 % de la superficie total es de propiedad privada, con unos 489 000 propietarios, lo que supone un tamaño medio de menos de tres hectáreas por propietario. Esta fragmentación dificulta el uso forestal óptimo de los bosques de Eslovenia.
La viticultura ocupa una parte relativamente alta de las tierras agrícolas. Unos 40 000 viticultores privados y profesionales cultivan la vid, a menudo en la quinta o sexta generación. La mejora de los conocimientos técnicos y la selección de las uvas han permitido aumentar la calidad de los vinos ofrecidos. Se volvieron a alcanzar las cantidades de los períodos de los Habsburgo y precomunista.

### Servicios e industria
Casi dos tercios de la población trabajan en los servicios, y más de un tercio en la industria y la construcción. Eslovenia se beneficia de una mano de obra bien formada, de unas infraestructuras bien desarrolladas y de su ubicación en el cruce de las principales rutas comerciales.

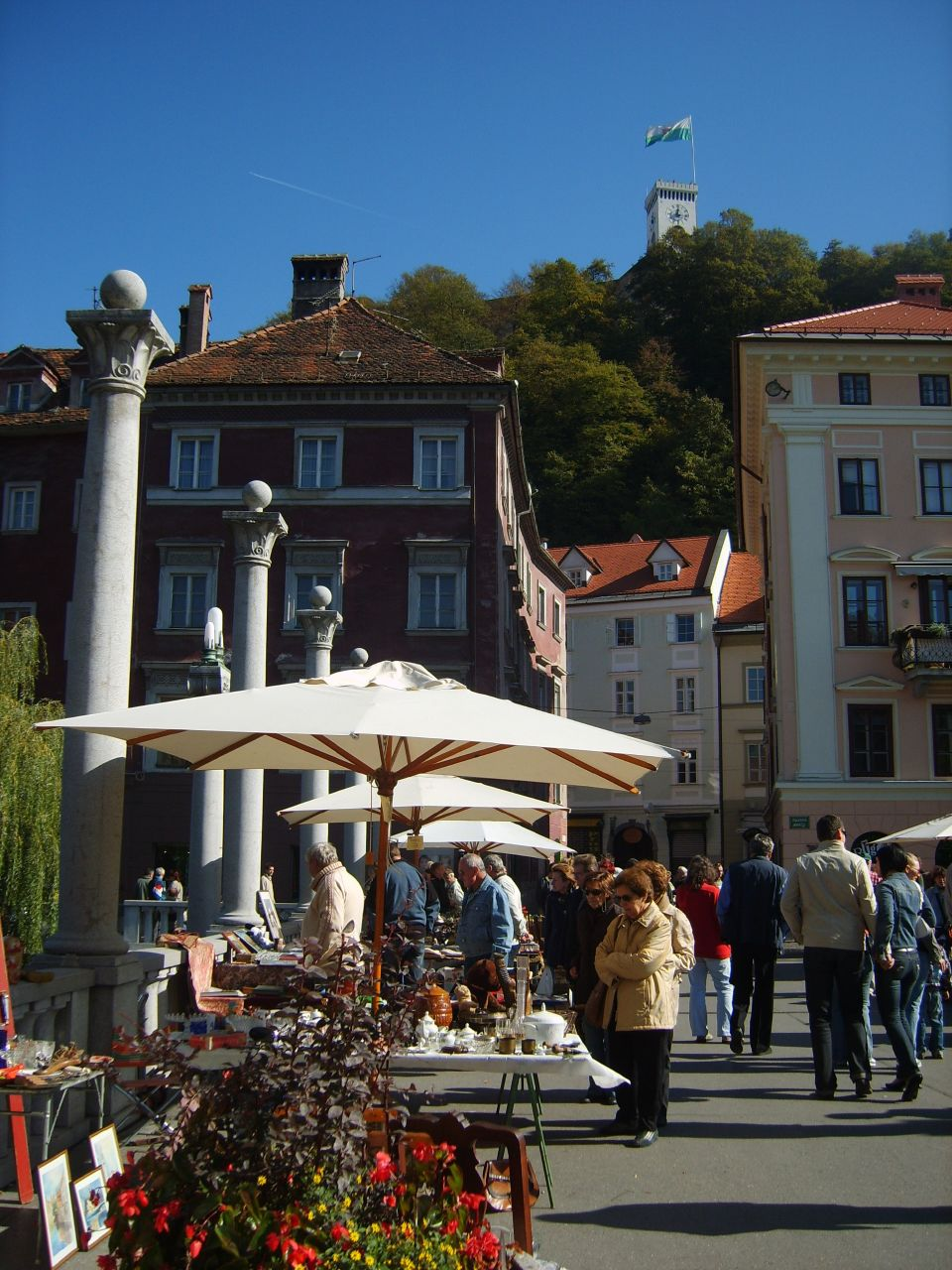
Mercado al aire libre en Liubliana.

El nivel de inversión extranjera directa (IED) per cápita en Eslovenia es uno de los más bajos de la UE, y la productividad laboral y la competitividad de la economía eslovena siguen estando muy por debajo de la media de la UE. Los impuestos son relativamente elevados, el mercado laboral es considerado por los intereses empresariales como inflexible y las industrias están perdiendo ventas en favor de China, India y otros países.
El alto nivel de apertura hace que Eslovenia sea extremadamente sensible a las condiciones económicas de sus principales socios comerciales y a los cambios en la competitividad de sus precios internacionales. Las principales industrias son las de vehículos de motor, equipos eléctricos y electrónicos, maquinaria, productos farmacéuticos y combustibles. Entre los ejemplos de las principales empresas eslovenas que operan en Eslovenia se encuentran el fabricante de electrodomésticos Gorenje, las empresas farmacéuticas Krka y Lek (filial de Novartis), la empresa de distribución de petróleo Petrol Group, la empresa de distribución de energía GEN-I y Revoz, una filial de fabricación de Renault.

### Energía
En 2018, la producción neta de energía fue de 12 262 GWh y el consumo de 14 501 GWh. Las centrales hidroeléctricas produjeron 4421 GWh, las centrales térmicas produjeron 4049  GWh y la central nuclear de Krško produjo 2742 GWh (50 % de participación que va a Eslovenia; el otro 50 % va a Croacia debido a la propiedad conjunta). El consumo nacional de electricidad se cubrió en un 84,6 % con la producción nacional; el porcentaje disminuye de año en año, lo que significa que Eslovenia depende cada vez más de la importación de electricidad.
Un nuevo bloque de 600 MW de la central térmica de Šoštanj terminó de construirse y entró en funcionamiento en otoño de 2014. La nueva central hidroeléctrica de 39,5 MW HE Krško se terminó de construir en 2013, y desde entonces ha sido el mayor productor de energía en solitario, representando la producción de energía bruta en 2018. Las centrales hidroeléctricas de 41,5 MW HE Brežice y 30,5 MW HE Mokrice se construyeron en el río Sava en 2018 y está previsto que la construcción de otras diez centrales hidroeléctricas con una capacidad acumulada de 338 MW esté terminada para 2030. Una gran central hidroeléctrica de bombeo Kozjak en el río Drava está en fase de planificación.
A finales de 2018, se instalaron al menos 295 MWp de módulos fotovoltaicos y 31,4 MW de centrales de biogás. En comparación con 2017, las fuentes de energía renovables contribuyeron en 5,6 puntos porcentuales más al consumo total de energía. Existe un interés por aumentar la producción en el ámbito de las fuentes de energía solar y eólica (los planes de subvención están aumentando la viabilidad económica), pero los procedimientos de asentamiento de microlocalización afectan enormemente a la eficiencia de esta iniciativa (dilema entre la preservación de la naturaleza y las instalaciones de producción de energía).

### Turismo
Eslovenia ofrece a los turistas una gran variedad de servicios naturales y culturales. Se han desarrollado diferentes formas de turismo. La zona de gravitación turística es considerablemente grande, pero el mercado turístico es pequeño. No ha habido turismo a gran escala ni presiones ambientales agudas; en 2017, la revista National Geographic Traveller's Magazine declaró a Eslovenia como el país con el turismo más sostenible del mundo. En 2016, Eslovenia fue declarada el primer país verde del mundo por la organización Green Destinations, con sede en los Países Bajos. Al ser declarada el país más sostenible en 2016, Eslovenia tuvo un gran papel en la ITB de Berlín para promover el turismo sostenible. Entre los sectores más importantes del turismo en Eslovenia se encuentran el turismo de congresos y el de juegos de azar. Eslovenia es el país con el mayor porcentaje de casinos por cada 1000 habitantes de la Unión Europea. El Perla de Nova Gorica es el mayor casino de la región.

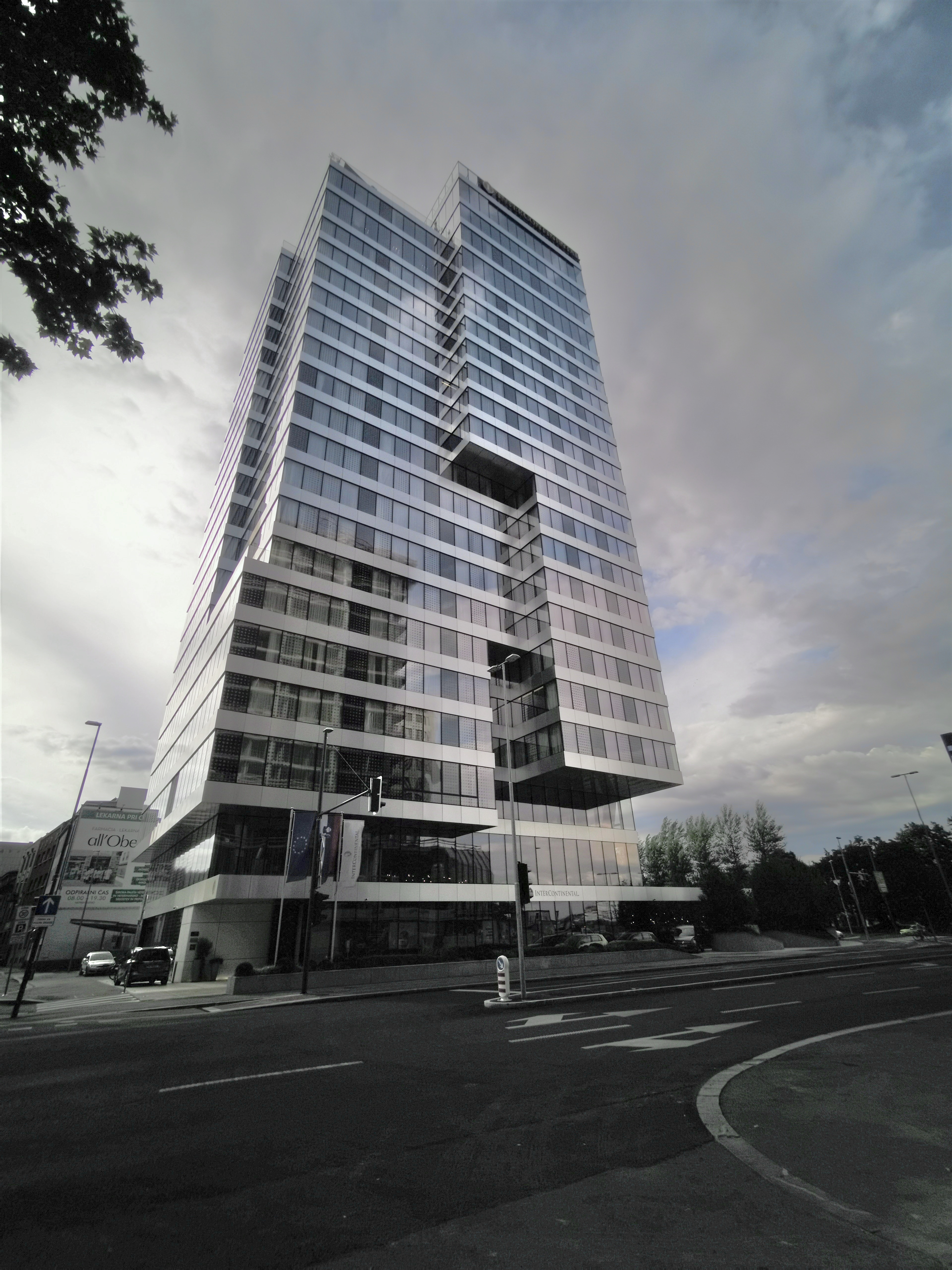
Hotel InterContinental en Liubliana.

La capital del país, Liubliana, cuenta con numerosos e importantes edificios barrocos y de la Secesión de Viena, con varias obras importantes del arquitecto esloveno Jože Plečnik, y también de su alumno, Edvard Ravnikar. Otros destinos turísticos populares son las ciudades históricas de Ptuj y Škofja Loka, y varios castillos, como el de Predjama.
Cadenas montañosas como los Alpes de Kamnik-Savinja, los Karawanks y Pohorje, son populares entre esquiadores y excursionistas.
La meseta kárstica del litoral esloveno dio su nombre al karst, un paisaje formado por el agua que disuelve el lecho de roca carbonatada, formando cuevas. Las cuevas más conocidas son las de Postojna y las de Škocjan, incluidas en la lista de Patrimonio Mundial de la Unesco. La región de Istria eslovena se encuentra con el mar Adriático, donde el monumento histórico más importante es la ciudad mediterránea de Piran, de estilo gótico veneciano, mientras que el asentamiento de Portorož atrae a multitudes en verano.
La parte noreste del país es rica en balnearios, con Rogaška Slatina, Radenci, Čatež ob Savi, Dobrna y Moravske Toplice, que han crecido en importancia en las últimas dos décadas.
La mayoría de los turistas extranjeros que visitan Eslovenia proceden de los principales mercados europeos: Italia, Austria, Alemania, Croacia, Benelux, Serbia, Rusia y Ucrania, seguidos de Reino Unido e Irlanda. Los turistas europeos crean más del 90 % de los ingresos turísticos de Eslovenia. 

## Transporte y comunicaciones

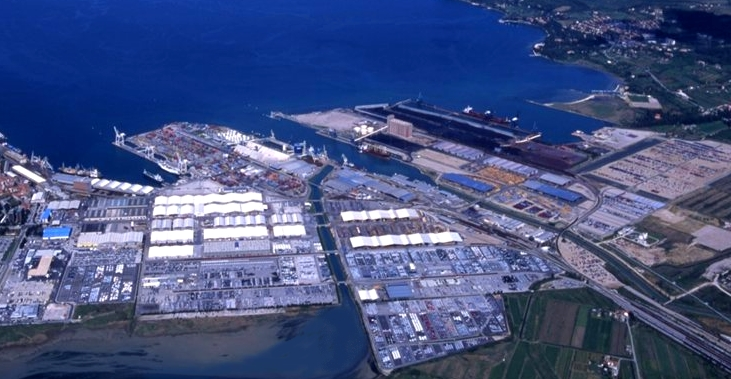
El puerto de Koper.

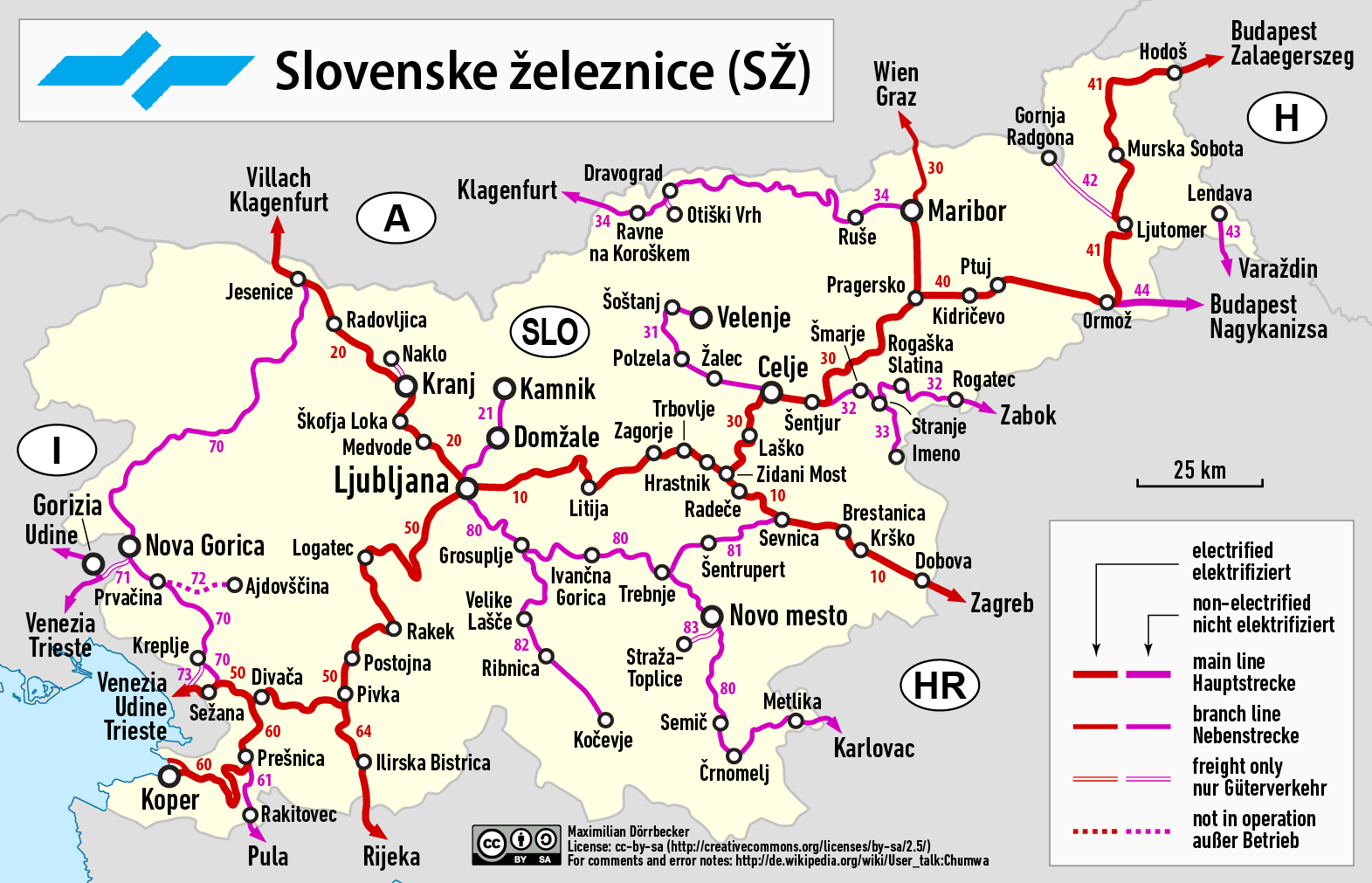
Mapa de vías férreas en Eslovenia.

Las principales rutas en Eslovenia fueron trazadas en la antigüedad, cuyo curso fue establecido gracias a su ubicación en el Mediterráneo, en los Alpes, en la llanura de Panonia y debido a los principales ríos que atraviesan a la región. Otra gran ventaja geográfica del país es su ubicación en los corredores de transporte europeos V (el enlace más rápido entre el Adriático Norte, y la Europa Central y Oriental) y X (que conecta Europa Central con los Balcanes) en el país. Esto le da al país una integración social, económica y cultural en Europa.
Con cerca de 80 % de uso, el transporte terrestre, tanto público como personal, es el más utilizado en Eslovenia. Los coches personales son mucho más populares que el transporte público, que ha disminuido significativamente.
Hay tres puertos en la costa eslovena. El tráfico es mayoritariamente internacional. El principal es el puerto de Koper, construido en 1957, es un puerto dedicado principalmente al transporte de alimentos. En este puerto se han registrado cerca de 100 000 pasajeros en 2011, los otros dos puertos más pequeños utilizados para el transporte internacional de pasajeros se encuentran en Izola y Piran. El puerto de Piran, también se utiliza para el transporte internacional de sal, mientras que el puerto de Izola se utiliza para el desembarque de pescado. El transporte de pasajeros en Eslovenia se lleva a cabo principalmente con Italia y Croacia.

## Demografía
La población eslovena para el año 2024 era de 2.123.949 de personas, siendo 1.068.429 hombres (50,3%) y 1.055.520 mujeres (49,7%). El 90,4% de la poblaciones son ciudadanos eslovenos, mientras que la población extranjera representan el 9,59% de sus habitantes, siendo en su mayoría hombres (60,2% de extranjeros).

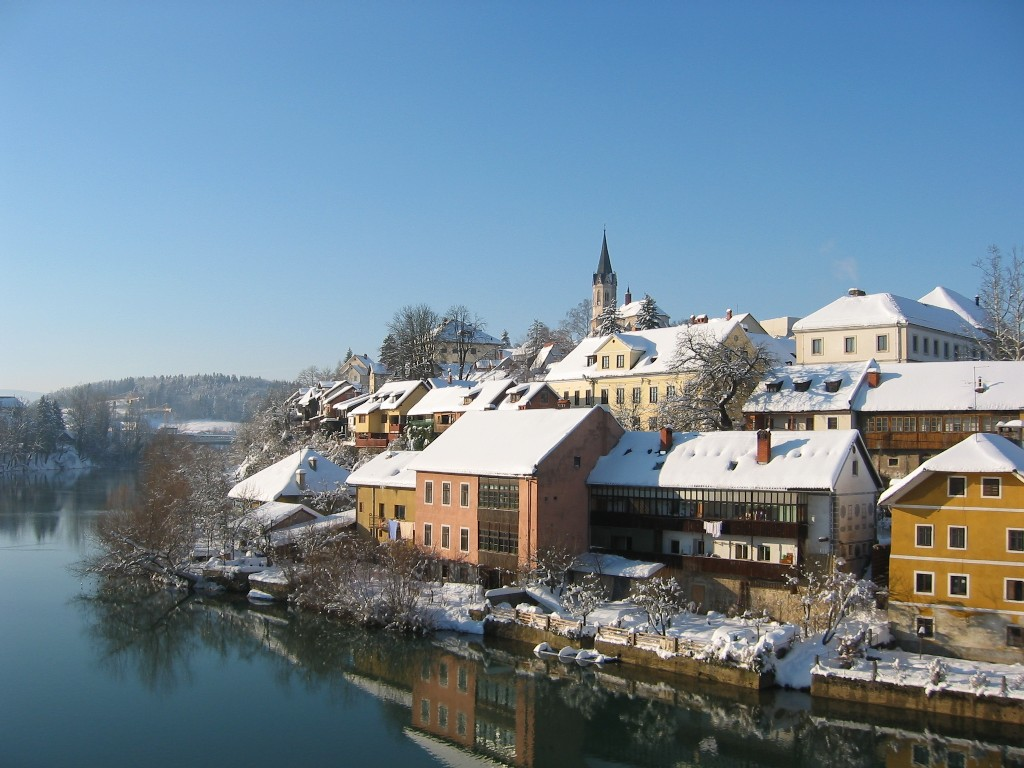
Novo Mesto, la mayor población en la región de Jugovzhodna Slovenija (sureste de Eslovenia).

En el año 2002, Eslovenia tenía una población de 2 009 000 habitantes. Aunque aumentó lentamente, se mantuvo bastante estable puesto que en 2005 era de 2 011 614 habitantes y en 2009, de 2 047 000. Para el año 2012 se calculó que iba a ser de 2 050 190, siendo la esperanza de vida de unos 80 años. Está alfabetizado un 99,7 % de la población. El promedio de hijos por mujer es de tan solo 1,26, de lo cual resulta que su población se reduce un 0,06 % cada año.
Con 104 hab./km², Eslovenia está en los últimos puestos entre los países europeos en densidad de población (comparar con los 320 hab./km² para los Países Bajos o los 195 hab./km² para Italia). Aproximadamente el 50 % de la población total habita en áreas urbanas.
El idioma oficial es el esloveno, que pertenece al grupo de idiomas eslavos del sur. El húngaro y el italiano disfrutan el estatus de lengua oficial en las regiones mezcladas nacionalmente a lo largo de la frontera italiana y húngara. La ciudad de Nova Gorica, por ejemplo, es italohablante en casi su totalidad.
La religión que predomina en territorio esloveno es la católica, con un 57,8 % de la población que dice profesar ese credo; la musulmana 2 %; la Iglesia ortodoxa, con un 2,8 %; protestantes, 0,9 %; otros, 3,7 %; agnósticos y ateos 10,1 % y no declararon 22,8 %.
La composición étnica está conformada por: eslovenos, 87,8 %; croatas, 3 %; serbios, 2,2 % bosnios, 1,4 %. También existen minorías húngara (0,4 %), italiana (0,1 %) y gitana.

### Religión
Antes de la Segunda Guerra Mundial (1939-1945), el 97 % de la población se declaraba cristiana católica (rito romano), alrededor del 2,5 % eran cristianos luteranos y alrededor del 0,5 % de los residentes se identificaban como miembros de otras denominaciones.
El catolicismo fue una característica importante de la vida social y política en la Eslovenia precomunista. Después de 1945, el país experimentó un proceso de secularización gradual pero constante. Después de una década de persecución de las religiones, el régimen comunista adoptó una política de tolerancia relativa hacia las iglesias. Después de 1990, la Iglesia católica recuperó parte de su influencia anterior, pero Eslovenia sigue siendo una sociedad en gran parte secularizada. Según el censo de 2002, hay 1 135 626 católicos en el país, lo que significa que el 57,8 % de la población es católica. Aproximadamente una década antes, en 1991, el 71,6 % eran católicos autodeclarados, lo que significa una caída de más del 1 % anual. El país está dividido en seis diócesis, incluidas dos arquidiócesis. La gran mayoría de los católicos eslovenos pertenecen al rito latino. Un pequeño número de católicos griegos viven en la región de la Carniola Blanca.
A pesar de un número relativamente pequeño de protestantes (menos del 1 % en 2002), el legado protestante es históricamente significativo dado que el lenguaje estándar esloveno y la literatura eslovena fueron establecidos por la Reforma protestante en el siglo XVI. Primoz Trubar, un teólogo en la tradición luterana, fue uno de los reformadores protestantes más influyentes de Eslovenia. El protestantismo se extinguió en la Contrarreforma implementada por la dinastía de los Habsburgo, que controlaba la región. Solo sobrevivió en algunas comunidades en las regiones orientales debido a la protección de los nobles húngaros, que a menudo eran calvinistas. Hoy en día, una minoría luterana vive en la región más oriental de la Transmurania, donde representa alrededor de una quinta parte de la población del sector y está encabezada por un obispo con sede en Murska Sobota.

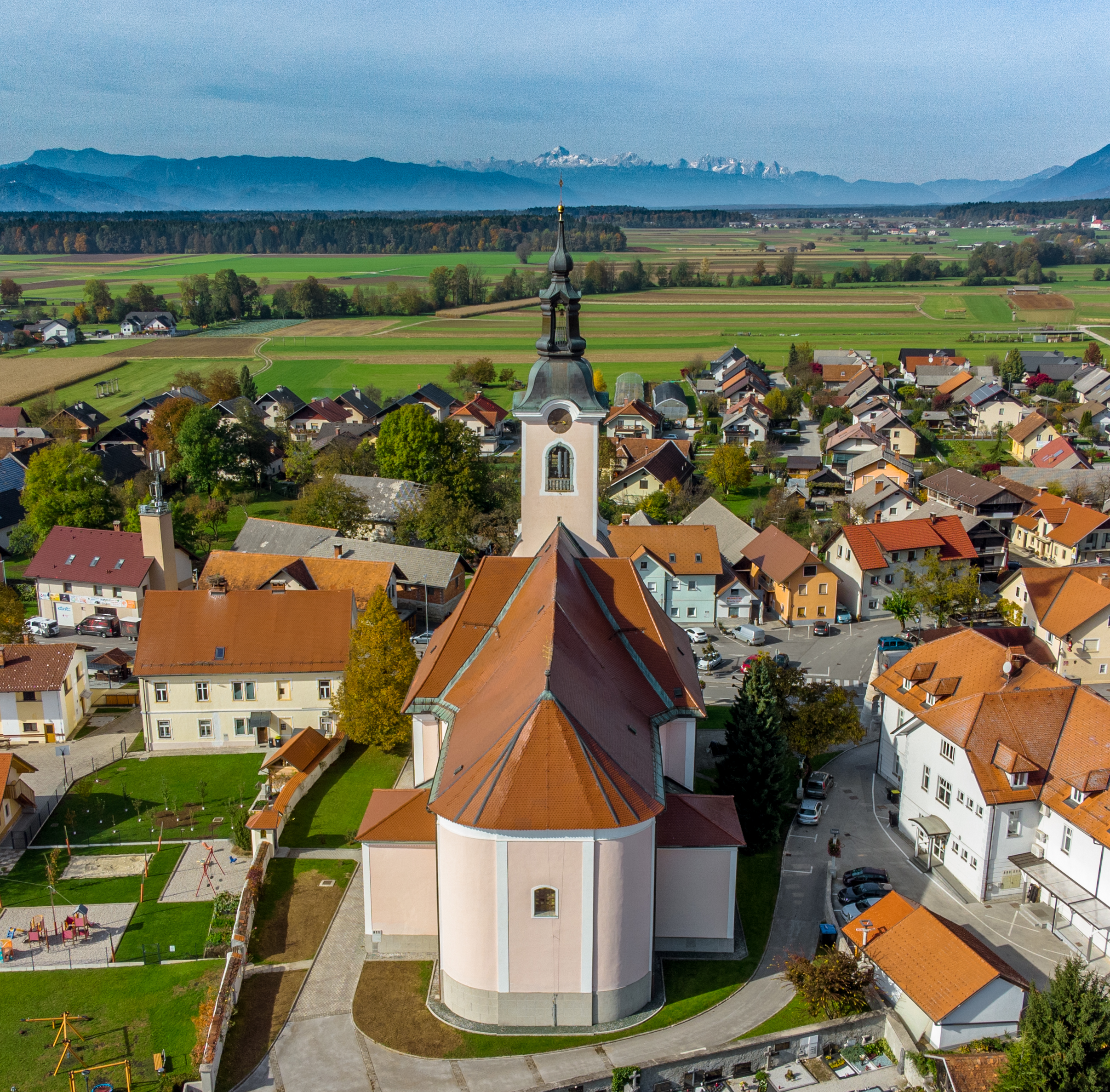
Iglesia de la Asunción de María en Cerklje na Gorenjskem.

La tercera confesión más importante, con alrededor del 2,2 % de la población, es la Iglesia ortodoxa, con la mayoría de los adeptos pertenecientes a la Iglesia ortodoxa serbia, mientras que una minoría pertenece a la Iglesia ortodoxa de Macedonia y a otras iglesias ortodoxas orientales.
Después de los grupos cristianos, la segunda confesión religiosa del país es el islam, con cerca del 2,4 % de la población según el censo de 2002. La mayoría de los musulmanes eslovenos proceden de Bosnia y Herzegovina.
Eslovenia alberga desde hace tiempo una comunidad judía. A pesar de las pérdidas sufridas durante el Holocausto, el judaísmo sigue contando con unos pocos cientos de adeptos, la mayoría de los cuales viven en la capital, Liubliana, sede de la única sinagoga activa que queda en el país.
En 2002, alrededor del 10 % de los eslovenos se declararon ateos, otro 10 % no profesaba ninguna confesión específica, y alrededor del 16 % decidió no responder a la pregunta sobre su afiliación religiosa. Según la encuesta del Eurobarómetro de 2010, el 32 % de los ciudadanos eslovenos respondió que «cree que existe un dios», mientras que el 36 % contestó que «cree que existe algún tipo de espíritu o fuerza vital» y el 26 % que «no cree que exista ningún tipo de espíritu, dios o fuerza vital».

### Idiomas
Los primeros documentos escritos conocidos en idioma esloveno son los manuscritos de Freising, los cuales son a su vez los manuscritos más antiguos preservados de cualquier lengua eslava representada en caracteres latinos. Eslovenia ha sido históricamente la encrucijada de las lenguas y culturas eslavas, germánicas y románicas.
El esloveno usa "dual". El esloveno es uno de los raros idiomas indoeuropeos que todavía usa el doble, un número gramatical que usan algunos idiomas además del singular y el plural. También es el único idioma oficial de la Unión Europea que utiliza dual. Dual se usa cuando se refiere precisamente a dos personas, objetos o conceptos, identificados por el sustantivo o pronombre.

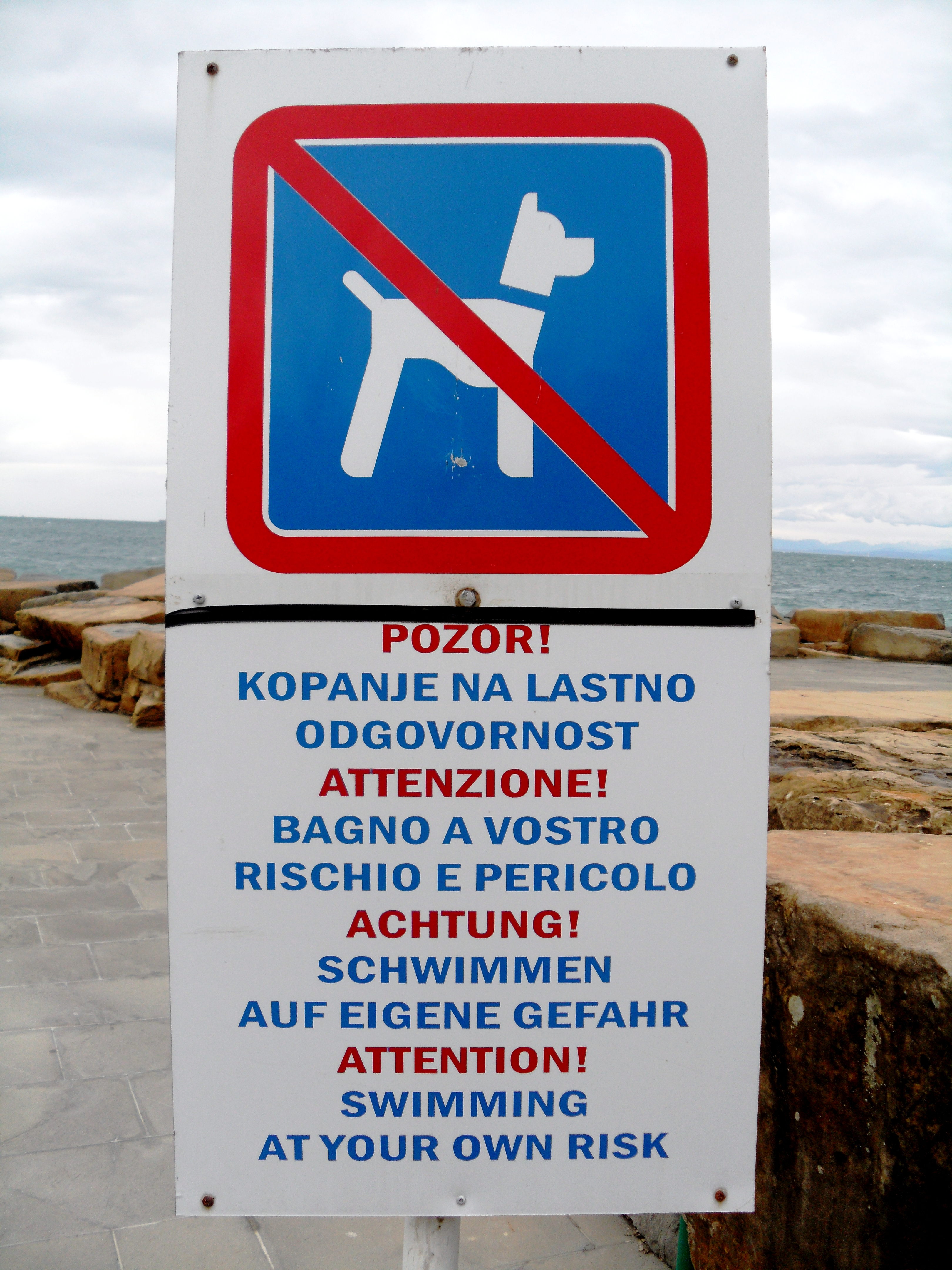
Cartel escrito en esloveno, italiano, alemán e inglés en Eslovenia

Hay 46 dialectos diferentes en Eslovenia. Debido a que solo 2,3 millones de personas hablan el idioma, su variedad dialectal a menudo lleva a clasificar al esloveno como el idioma eslavo más diverso. Los dialectos eslovenos se clasifican en siete grupos regionales: carintio, carniolano superior, carniolano inferior, litoral, rovte, estiriano y panoniano. A veces los dialectos pueden ser tan diferentes entre sí, que es difícil para las personas de diferentes partes de Eslovenia entenderse. La diversidad del idioma esloveno está bien captada en un proverbio esloveno: Vsaka vas ima svoj glas, que significa «cada pueblo tiene su propia voz».
El idioma esloveno ha sido el pegamento de la nación. Habiendo declarado su independencia en 1991, Eslovenia es un país relativamente joven. Sin embargo, el sueño de un país soberano entre los eslovenos es tan antiguo como la propia nación. Diferentes países y reinos a lo largo de la historia ocuparon el territorio de lo que ahora se conoce como la República de Eslovenia. Muchas de esas ocupaciones deseaban destruir el idioma y la nación eslovena. Aun así, el idioma esloveno fue lo que realmente mantuvo a la nación unida a lo largo de los siglos. Fue después de cientos de años de resistencia y concentración de voluntades para lograr que el sueño de la nación se hiciera realidad, y que Eslovenia finalmente se convirtiera en un país independiente.
Durante la Segunda Guerra Mundial, Eslovenia fue ocupada por alemanes, italianos, húngaros y croatas. Con la ocupación vino la prohibición de usar el idioma esloveno en las escuelas. Algunos ocupantes también prohibieron el uso de esloveno en todos los lugares públicos. Si los descubrían hablando su lengua materna en la escuela, los estudiantes eran golpeados con un palo de madera, una regla, o eran obligados a arrodillarse sobre una pila de maíz. Miles de libros eslovenos también fueron destruidos en ese momento causando daños irreparables a su patrimonio cultural.

### Educación
El Ministerio de Educación y Deportes es el encargado de supervisar la educación primaria y secundaria. La educación preescolar no es obligatoria, después, desde los seis años de edad van a la escuela primaria, que se divide en tres períodos, cada uno de tres años. En el año académico de 2006-2007 había 166 000 alumnos matriculados en la enseñanza primaria y unos 13 225 maestros, habiendo en promedio 1 maestro cada 12 alumnos y 20 alumnos por clase.
Después de completar la escuela primaria, la gran mayoría de niños (unos 98 %) van a la escuela secundaria, el 84 % de los graduados en secundaria van a la educación superior. Actualmente, hay tres universidades públicas en Eslovenia, la Universidad de Ljubljana, la Universidad de Maribor y la Universidad de Primorska, además hay una universidad privada, la Universidad de Nova Gorica y la internacional Universidad EMUNI. De acuerdo con la calificación de AMRU, la Universidad de Ljubljana está entre las 500 mejores universidades del mundo.
El Informe PISA, coordinada por la OCDE, en la actualidad ocupa la educación de Eslovenia como en la posición 12 en el mundo y cuarto en la Unión Europea, estando significativamente más arriba que el promedio de la OCDE. Según el censo de 1991 hay un 99,6 % de alfabetización en Eslovenia. Entre las personas de 25 a 64 años, el 12 % ha asistido a la educación superior, mientras que en promedio, los eslovenos tienen 9,6 años de educación formal.

### Inmigración
En 2015, alrededor del 12 % (237 616 personas) de la población de Eslovenia había nacido en el extranjero. Alrededor del 86 % de la población nacida en el extranjero era originaria de otros países de la antigua Yugoslavia como (en orden descendente) Bosnia-Herzegovina, seguida de inmigrantes de Croacia, Serbia, Macedonia del Norte y el territorio de Kosovo.

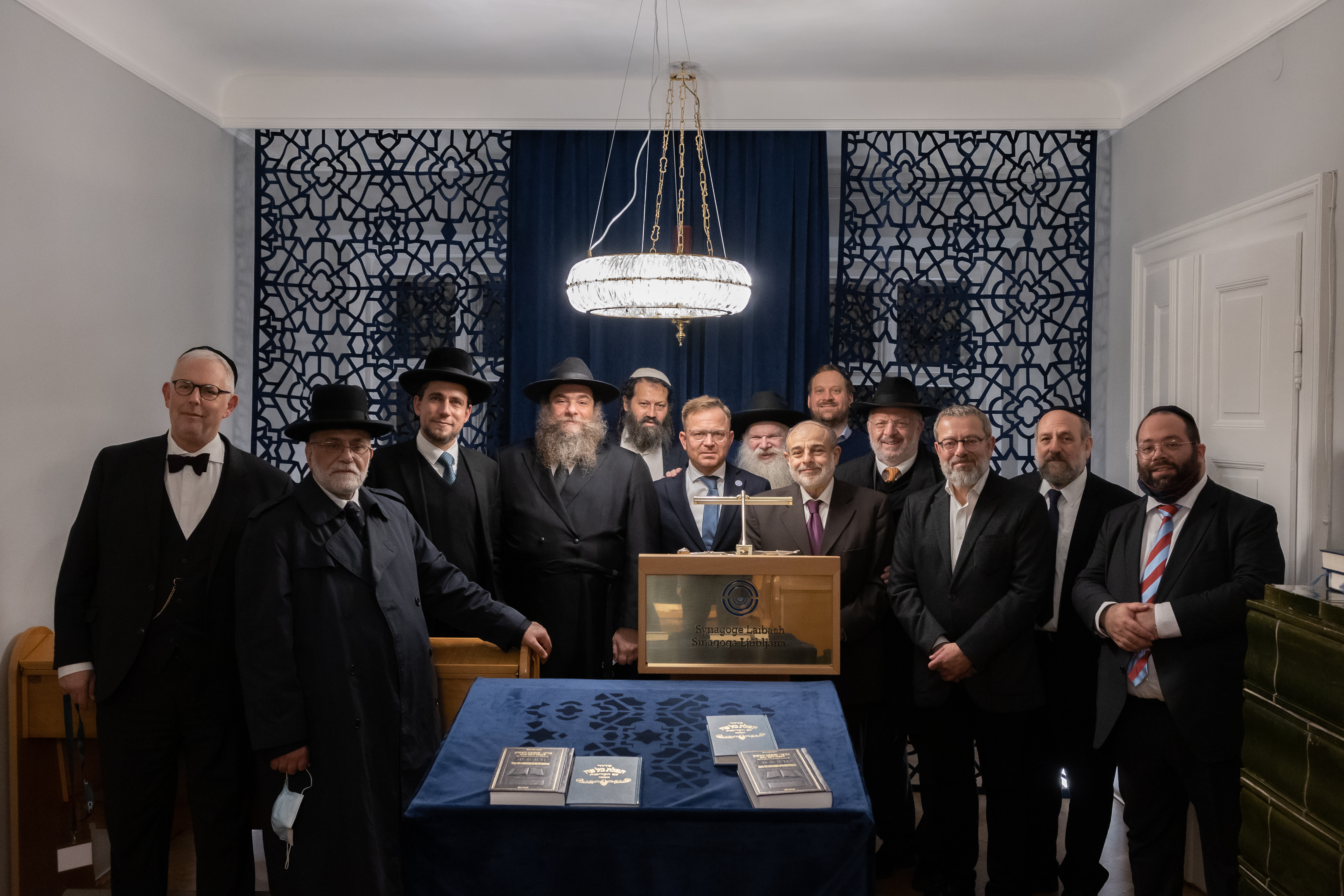
Sinagoga de Liubliana.

A principios de 2017, había unas 114 438 personas con ciudadanía extranjera que residían en el país y que constituían el 5,5 % de la población total. De estos extranjeros, el 76 % tenía la ciudadanía de otros países de la antigua Yugoslavia (excluida Croacia). Además, el 16,4 % tenía la ciudadanía de la UE y el 7,6 % la de otros países.
Según el censo de 2002, el principal grupo étnico de Eslovenia son los eslovenos (83 %), aunque su proporción en la población total disminuye continuamente debido a su tasa de fertilidad relativamente baja. Al menos el 13 % (2002) de la población eran inmigrantes de otras partes de la antigua Yugoslavia y sus descendientes. Se han asentado principalmente en las ciudades y en las zonas suburbanas. Las minorías étnicas húngara e italiana son relativamente pequeñas, pero están protegidas por la Constitución de Eslovenia. Una posición especial ocupa la comunidad étnica romaní, autóctona y geográficamente dispersa.
El número de personas que inmigran a Eslovenia aumentó de forma constante a partir de 1995 y ha aumentado aún más rápidamente en los últimos años. Tras la adhesión de Eslovenia a la UE en 2004, el número anual de inmigrantes se duplicó en 2006 y volvió a aumentar a la mitad en 2009. En 2007, Eslovenia tuvo una de las tasas de migración neta de más rápido crecimiento en la Unión Europea.

### Emigración
En cuanto a la emigración, entre 1880 y 1918 (Primera Guerra Mundial) muchos hombres abandonaron Eslovenia para trabajar en zonas mineras de otras naciones. Los Estados Unidos, en particular, fueron una opción común para la emigración, y el censo estadounidense de 1910 muestra que ya había "183 431 personas en los EE. UU. de lengua materna eslovena" [dudoso - discutir] Pero es posible que haya habido muchas más, porque un buen número evitó los prejuicios antieslavos y "se identificó como austríaco". Las localidades preferidas antes de 1900 eran Minnesota, Wisconsin y Míchigan, así como Omaha, Nebraska, Joliet, Illinois, Cleveland, Ohio, y zonas rurales de Iowa. Después de 1910, se establecieron en Utah (mina de cobre de Bingham), Colorado (especialmente Pueblo) y Butte, Montana. Estas zonas atrajeron primero a muchos hombres solteros (que a menudo se alojaban en familias eslovenas). Después de encontrar trabajo y tener suficiente dinero, los hombres mandaron a buscar a sus esposas y familias para que se reunieran con ellos.

## Cultura

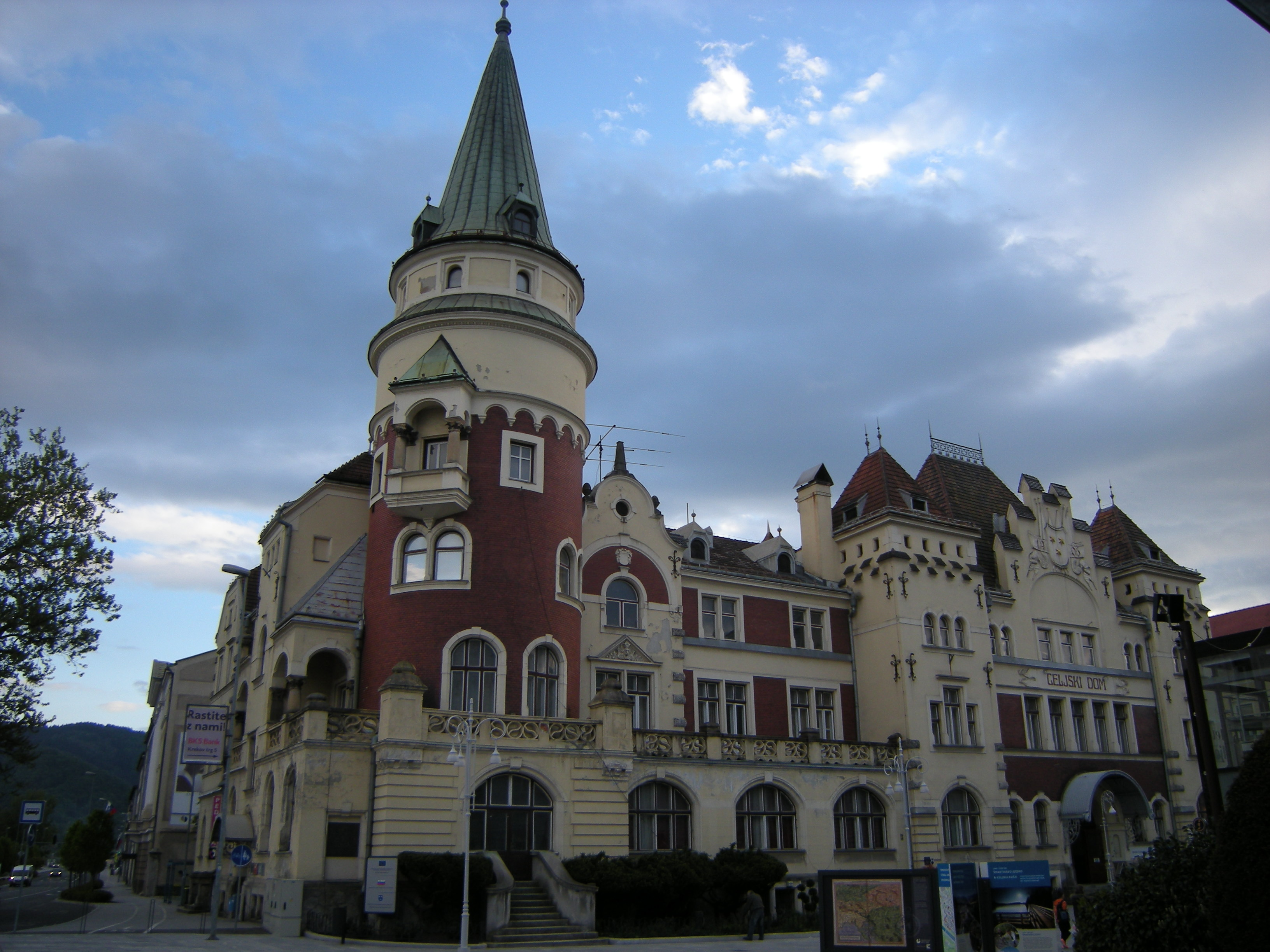
Celjski dom, actualmente un Centro Comunitario en Eslovenia.

### Arquitectura
El patrimonio arquitectónico de Eslovenia incluye 2500 iglesias, 1000 castillos, ruinas y casas señoriales, granjas y estructuras especiales para secar el heno, llamadas kozolci.
Cuatro lugares naturales y culturales de Eslovenia están inscritos en la lista del Patrimonio Mundial de la UNESCO. Las cuevas de Škocjan y su paisaje kárstico son un lugar protegido al igual que los antiguos bosques de la zona de Goteniški Snežnik y Kočevski Rog en el sureste de Eslovenia. El yacimiento minero de mercurio de Idrija es de importancia mundial, al igual que los montículos prehistóricos del pantano de Liubliana.
La iglesia más pintoresca para los fotógrafos es el edificio medieval y barroco de la isla de Bled. El castillo sobre el lago es un museo y un restaurante con vistas. Cerca de Postojna hay una fortaleza llamada Castillo de Predjama, medio escondida en una cueva. Los museos de Liubliana y otros lugares cuentan con objetos únicos, como la flauta Divje Babe y la rueda más antigua del mundo. Liubliana cuenta con arquitectura medieval, barroca, art nouveau y moderna. La arquitectura del arquitecto Plečnik y sus innovadores caminos y puentes a lo largo del Ljubljanica son notables y están en la lista provisional de la UNESCO.

### Literatura
El primer libro en esloveno fue impreso por el reformador protestante Primož Trubar. Eran en realidad dos libros, Catechismus (un catecismo) y Abecedarium, que fueron publicados en el siglo XVI en Tübingen (Alemania).
Los escritores considerados más importantes en las letras eslovenas han sido el poeta France Prešeren, nacido en 1800, y el prosista Ivan Cankar, de 1876. Del primero existe una escultura de Jože Plečnik en el centro de Liubliana, frente al Tromostovje (en esloveno, el Puente triple).
Otros escritores que cabe destacar son el dramaturgo e historiador Anton Tomaž Linhart, el lingüista Matija Čop, los sacerdotes Anton Aškerc y Fran Saleški Finžgar, el novelista Josip Jurčič, el modernista Oton Župančič, el poeta y novelista France Bevk, el pensador Vladimir Bartol, los poetas Edvard Kocbek y Srečko Kosovel, el novelista Boris Pahor, los poetas Alojz Rebula y Drago Jančar, el ensayista y crítico cultural Aleš Debeljak y el filósofo Slavoj Žižek.

### Pintura y fotografía

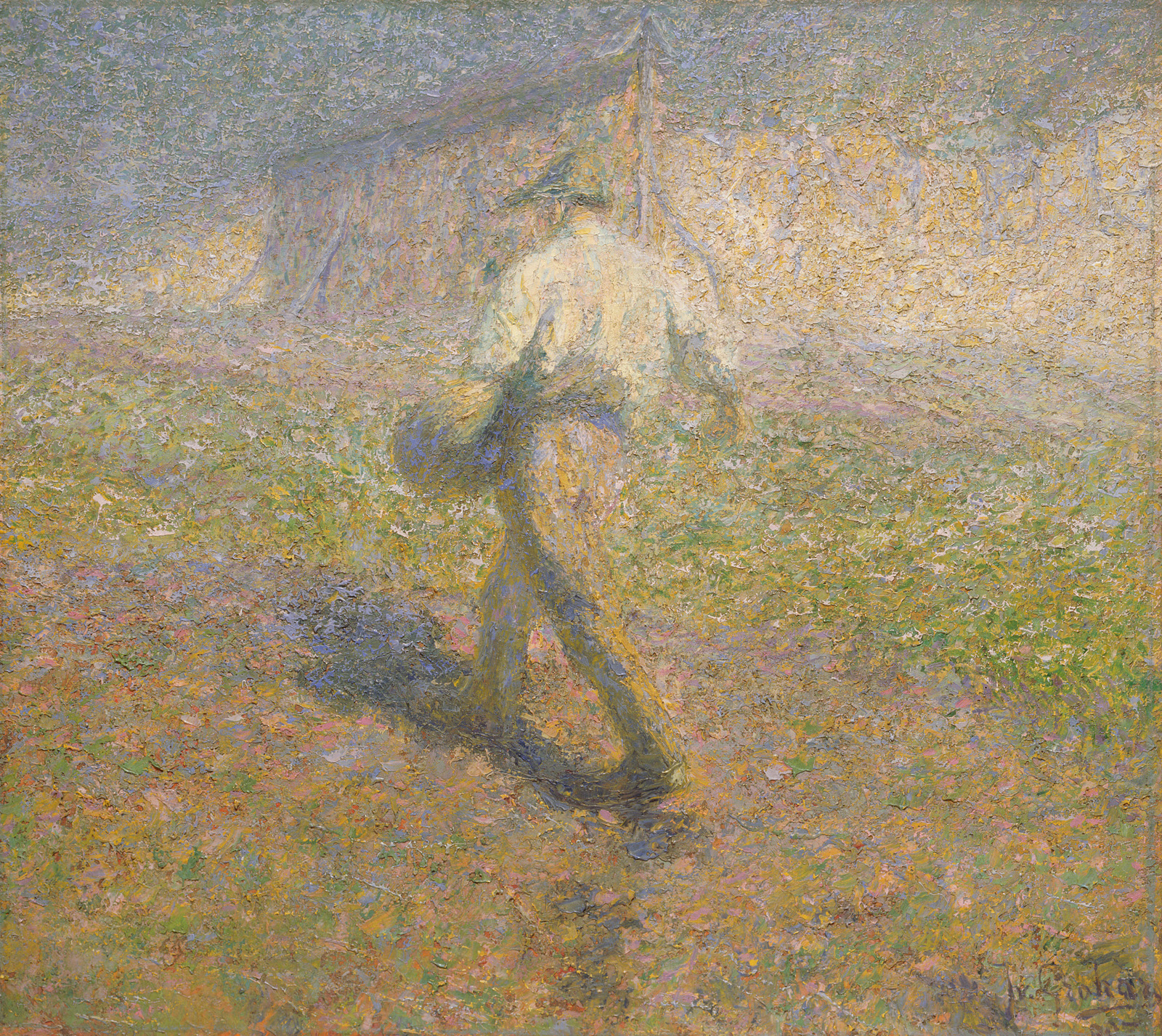
Sembrador (1907), del pintor impresionista Ivan Grohar.

Los dos pintores eslovenos más destacados son Ivan Grohar e Ivana Kobilca, al igual que la fotógrafa Urška Berdnik y sus famosas fotografías de la capital, Ljubljana.

### Música
Eslovenia ha sido cuna de numerosos músicos, incluyendo al compositor renacentista Jacobus Gallus Carniolus (1550-1591), quien ejerció gran influencia en la música clásica de Europa central y, en el siglo XX, a Bojan Adamič destacado compositor de música para películas.
Entre los músicos populares contemporáneos están Slavko Avsenik, Laibach, Vlado Kreslin, Zoran Predin, Siddharta, Maraaya, Tinkara Kovač, Luka Šulić y la banda de metal Within Destruction

### Fiestas
En Eslovenia, además de varias fiestas celebrados en varios países del mundo (como el Año Nuevo, la Pascua, el Día del trabajo o la Navidad), también existen fiestas nacionales como el día de Prešeren, durante el cual se conmemora la muerte del poeta France Prešeren o el de la Sublevación contra la Ocupación.

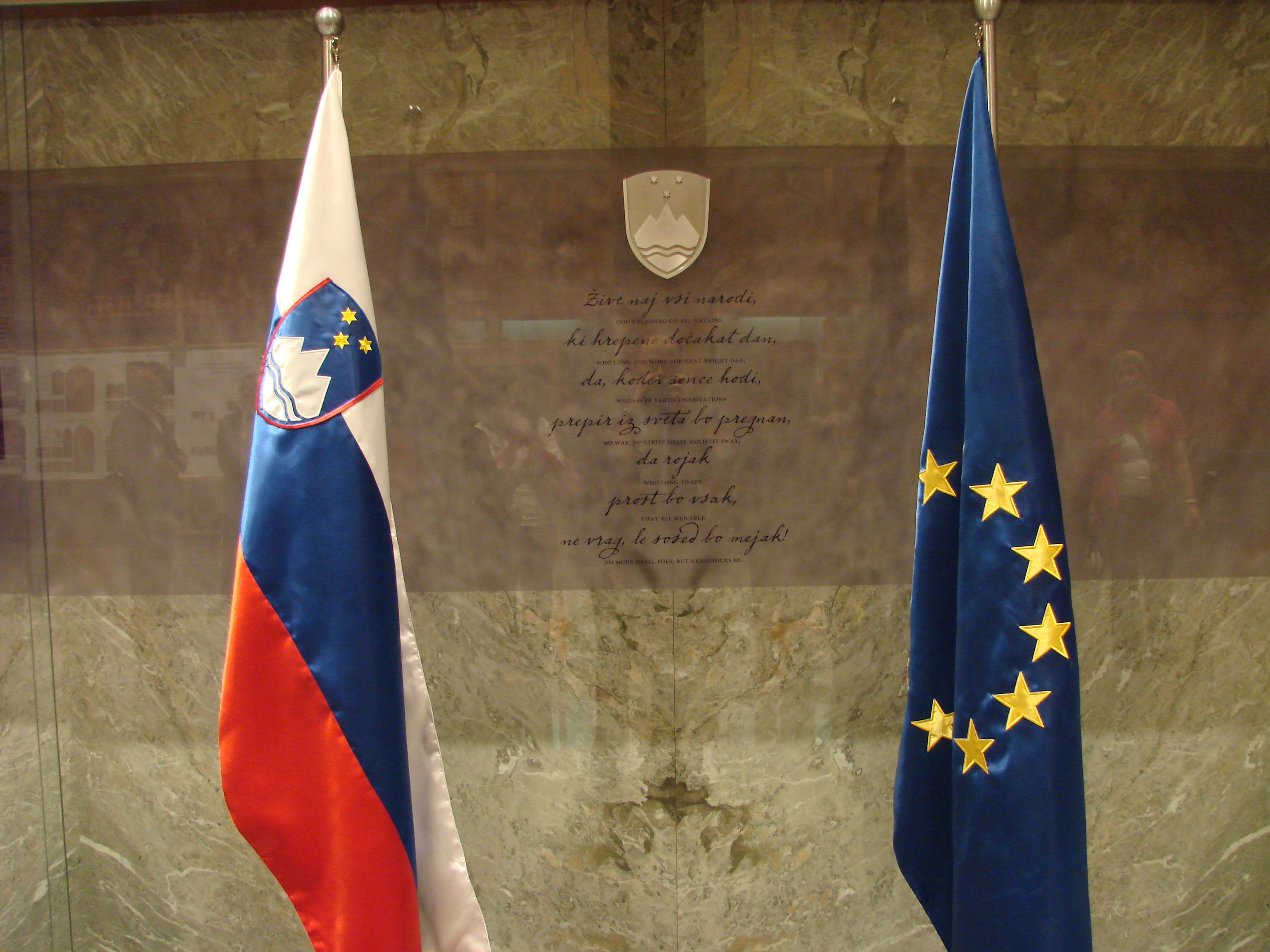
La bandera de Eslovenia, el himno nacional y la bandera de la Unión Europea.

## Deportes

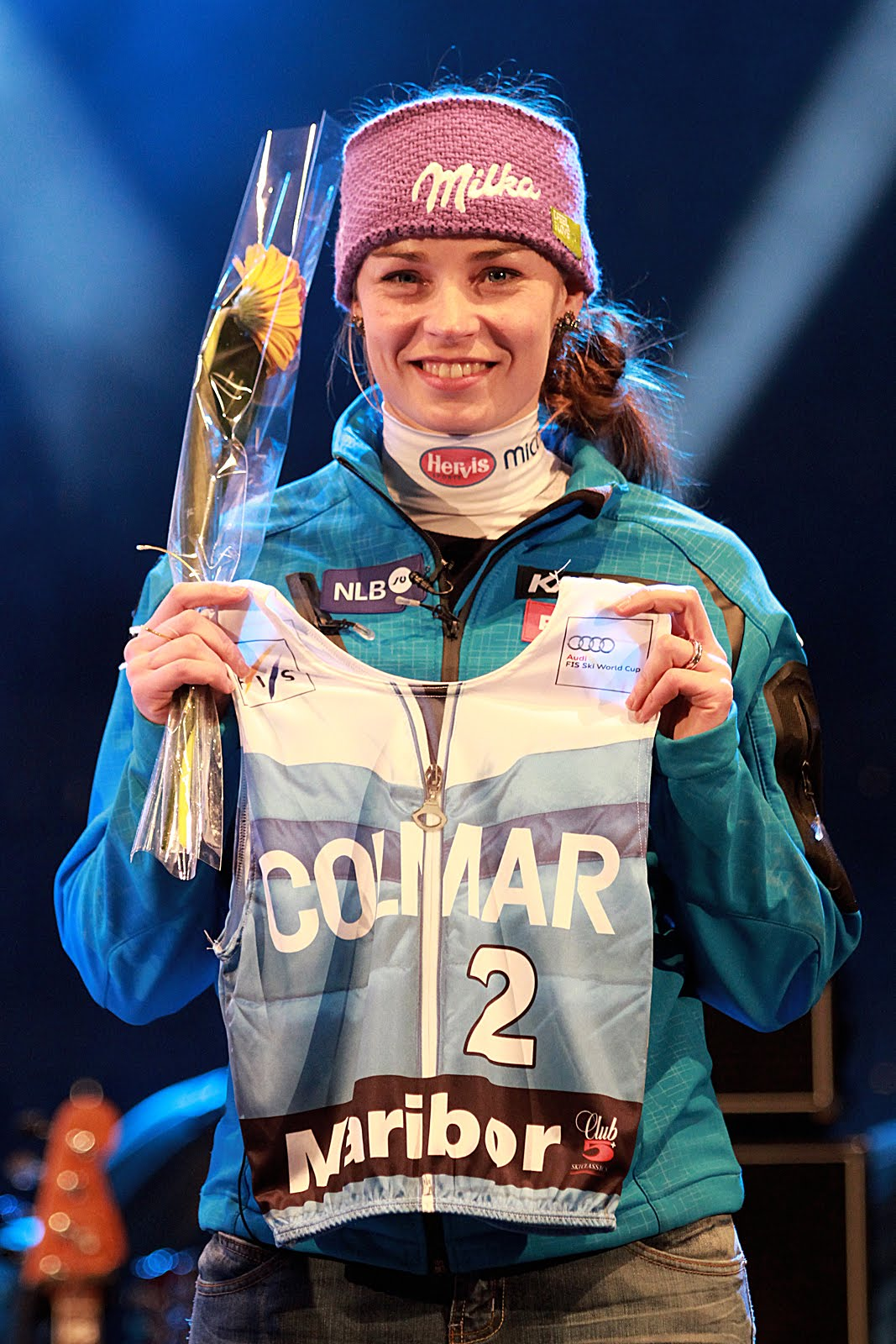
La esquiadora alpina eslovena Tina Maze.

Las disciplinas más populares en Eslovenia son el baloncesto, el balonmano, el fútbol y los deportes de invierno en general. Los atletas nacionales participan en los Juegos Olímpicos a través del Comité Olímpico Esloveno (OKS), fundado el 15 de octubre de 1991. A pesar de ser uno de los estados europeos con menor población, el deporte esloveno ha cosechado grandes éxitos a nivel individual y colectivo, siendo el más importante el Campeonato Europeo de Baloncesto Masculino de 2017 bajo el liderazgo de Goran Dragić y Luka Dončić.
El primer atleta esloveno en conseguir medalla olímpica fue Rudolf Cvetko en esgrima, en los Juegos Olímpicos de 1912 cuando el territorio aún estaba integrado en Austria. A él le siguieron otros deportistas como el también espadachín Leon Štukelj o el gimnasta Miroslav Cerar, ambos reconocidos en primer lugar en el Salón de la Fama del Deporte Esloveno. El país balcánico ha competido como estado independiente a partir de los Juegos de Invierno de Albertville 1992, y sus atletas más laureados desde entonces han sido el remero Iztok Čop, el tirador Rajmond Debevec, y la esquiadora Tina Maze.

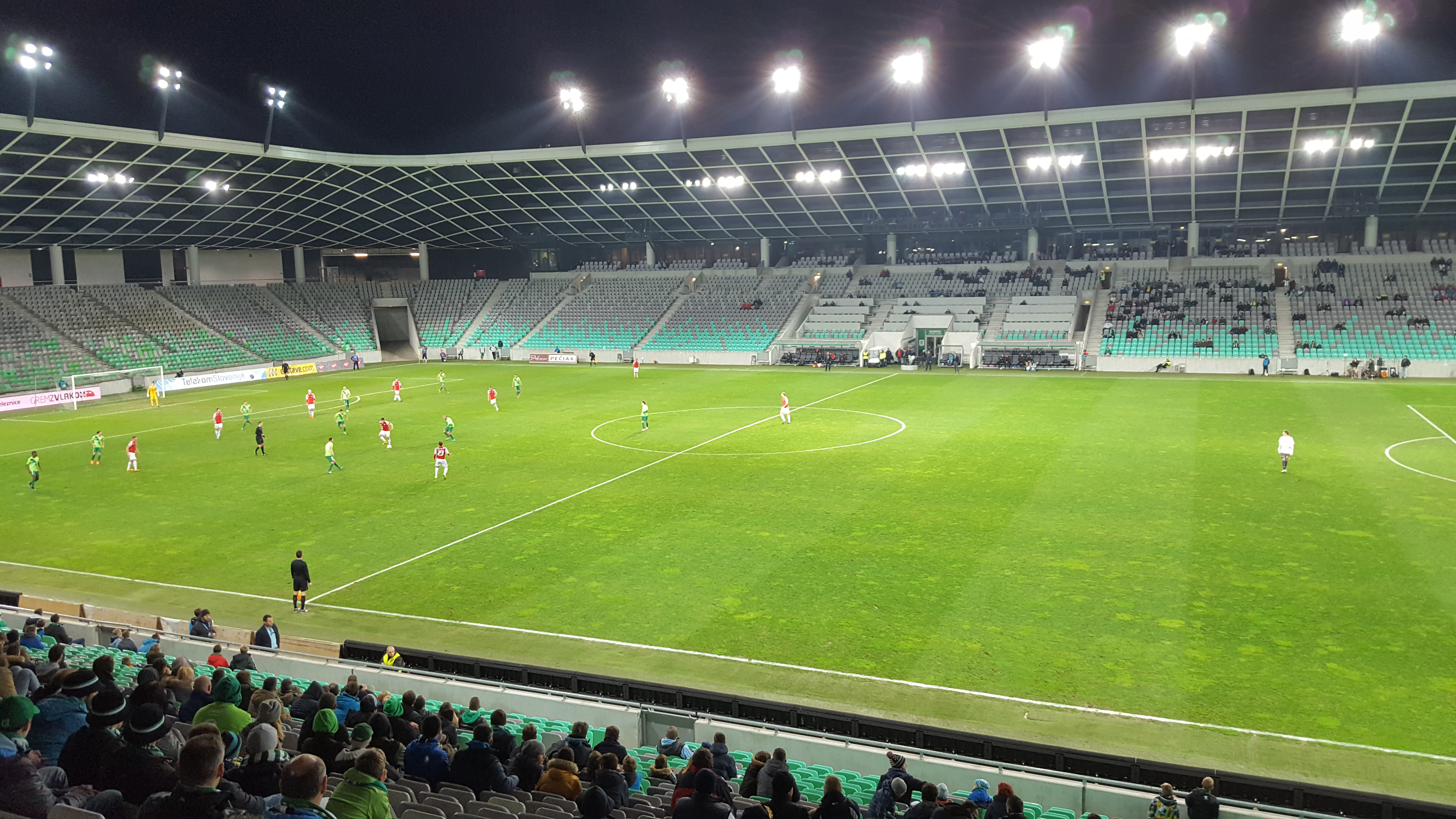
Estadio Stožice.

El relieve de Eslovenia está marcado por cadenas montañosas como los Alpes julianos, por lo que es propicio para la práctica de deportes de invierno y de montaña. Se considera que la primera colina de saltos de esquí en larga distancia fue construida en el valle alpino de Planica en 1934, bajo diseño del pionero Stanko Bloudek. Por otro lado, el fútbol ha aumentado su popularidad desde la clasificación para las Copas Mundiales de 2002 y 2010, así como el ciclismo desde 1993 con el Tour de Eslovenia.
El ciclista Primož Roglič se convirtió en el primer esloveno ganador de una de las Grandes Vueltas, al lograr el título de la Vuelta a España 2019. En el Tour de Francia 2020, además, Roglič fue segundo en la clasificación general, convirtiéndose en el primer esloveno en lograr hacer podio en las tres Grandes Vueltas, y un mes después se convirtió en el primer esloveno en ganar uno de los Monumentos del ciclismo al imponerse en la Lieja-Bastoña-Lieja 2020. Mientras que Tadej Pogačar consiguió en septiembre de 2020 el título del Tour de Francia así como la clasificación de mejor joven (maillot blanco) y la clasificación de la montaña (maillot de lunares rojos), Además de su éxito en el Tour de Francia, Pogačar obtuvo un destacado tercer puesto en la Vuelta a España 2019. En el año 2021, Pogačar continuó su racha de éxitos al revalidar su título en el Tour de Francia. Sin embargo, no se detuvo ahí, logrando su primer triunfo en el Giro de Italia 2024, otra de las competiciones importantes del ciclismo de ruta.
En fútbol destaca Jan Oblak, uno de los mejores porteros del 2020, y el portero que tiene el récord de paradas en un partido de la UEFA Champions League con 27 intervenciones, récord que consiguió el 11 de marzo de 2020 en el estadio de Anfield donde el Atlético de Madrid consiguió eliminar al Liverpool F. C. con un 2-3 en el partido y un 2-4 en la eliminatoria a favor de los madrileños. También consiguió una de las mejores paradas de la historia de la competición en una triple intervención contra el Bayer Leverkusen, en un partido que terminaría 0-0 gracias a las intervenciones del esloveno. Otro de los grandes futbolistas eslovenos ha sido el también portero Samir Handanović, que coincidió con Oblak en generación. La selección de fútbol de Eslovenia ha conseguido en dos ocasiones clasificarse para la fase de grupos de una Copa Mundial de Fútbol, lo hizo en 2002 y 2010, siendo Sebastjan Cimirotič el primer goleador esloveno en un mundial.
En balonmano, la selección masculina ha logrado la medalla de plata en el Campeonato Europeo de Balonmano Masculino de 2004 y la medalla de bronce en el Campeonato Mundial de Balonmano Masculino de 2017, y ha contado con jugadores de la calidad de Uroš Zorman, Dean Bombač o Vid Kavtičnik.
En escalada deportiva, Janja Garnbret es uno de sus mayores referentes siendo la primera campeona olímpica al ser incluido este deporte en los JJ. OO. de Tokio 2020, ha ganado 8 campeonatos mundiales de la IFSC y logrado el mayor número de medallas de oro en copas mundo de esta disciplina deportiva. Es ampliamente considerada como una de entre los mejores escaladores de competición de todos los tiempos.